# ファイアーエムブレム 覚醒
『ファイアーエムブレム 覚醒』（ファイアーエムブレム かくせい、FIRE EMBLEM Awakening）は、2012年4月19日に任天堂から発売されたシミュレーションロールプレイングゲームである。アメリカでは2013年2月4日、ヨーロッパでは2013年4月19日に発売された。

## 概要

日本国外版におけるタイトルロゴ。日本版では片仮名表記で同じように一文字目が大きい。本作以降の『if』『Echoes』『ヒーローズ』などにも継承された。

『ファイアーエムブレム』シリーズの第13作目で、第10作目『暁の女神』以来約5年ぶりとなる完全新作であり、ニンテンドー3DSで発売された初の作品でもある。キャラクターデザインはコザキユースケが担当。ストーリーにタイムトラベルを含むSF的要素が存在するのも特徴。
開発コンセプトとしてシリーズの集大成を謳っており、『外伝』や『聖魔の光石』の「フリーマップ」、『聖戦の系譜』や『蒼炎の軌跡』の「スキル」、『新・紋章の謎』（『烈火の剣』）の「マイユニット」（軍師）など、過去作品で好評だった要素を積極的に盛り込んでいる。
シリーズ初の試みとしては、ニンテンドー3DSの特性を活かした3D立体視の対応、2つのユニットが同時に戦闘に参加することで自軍有利の2対1の状況を作れる「デュアル」システム、『蒼炎の軌跡』では限定的だった声優の全篇採用、有料の#ダウンロードコンテンツの販売などがある。
タイトルに関しては過去作品からの変革を示すために「〇〇の△△」という従来のサブタイトル形式を改めて『覚醒』というシンプルなものにし、それに合わせてロゴもスタイリッシュなものに変更された。日本国外版は『FIRE EMBLEM Awakening』となっている。
本作がシリーズ集大成として製作された背景は、エムブレムシリーズの売上が低迷していたこともあり、当時の任天堂営業本部長から本作がシリーズの最後になることが通告されていたためである。結果的に国内だけで40万本以上の売上を記録し、海外ではシリーズ最高の売上を記録したことでシリーズの存続が決定した。
リリース後にはカプコンのWii U専用ソフト『モンスターハンター フロンティアG』とのコラボレーションが行われ、「クロム」と「ルキナ」の2人が装備品によって再現されている。

## ゲーム内容
難易度選択とモード選択
今作の難易度は「ノーマル」「ハード」「ルナティック」の3段階から選択可能。ルナティックをクリアすると「ルナティック＋」が解禁される。そして、難易度とは別に、『新・紋章の謎』に引き続き、キャラクターのHPが0になった場合に死亡扱い（一部キャラクターはリタイア扱い）となり2度と戦えなくなる「クラシックモード」と、撤退に留まり次のマップ以降も使用できる「カジュアルモード」のどちらかを選択することになる。
なお、親世代に該当する女性キャラクター全てと、ストーリー展開に関わる一部男性キャラクターは、上述のクラシックモードで倒されても撤退扱いとなり死亡しない（以降、ユニットとして使用することは出来ない）。
デュアルシステム
初登場のシステム。2人のユニットが隣接する「デュアル」と、同時に1つのマスに入る「ダブル」の2種を指し、戦闘時に味方ユニットが加勢し2対1の状況にできるというもの。命中や回避などの確率が上昇する「支援効果」を受けることができるほか、味方が追加攻撃を行うデュアルアタック、あるいは味方が敵の攻撃を防御しダメージを無効化してくれるデュアルガードが発生することもある。複数のユニットが隣接していれば支援効果は同時に受けることができるが、デュアルアタック・デュアルガードは1戦闘につき1人としか行われない。
味方同士の絆が強いほど、支援効果の上昇値やデュアルアタック&ガードの発生確率は高まり、絆もまたデュアルによって高められていく。
ダブルは従来の「救出」に似ているが、大きな違いとしてユニット数が一時的に少なくなる以外のデメリット（能力の低下など）が特に存在しないのと、前衛・後衛の概念が存在しており、ダブル中の戦闘は前衛が行い、後衛はデュアルによって前衛をサポートする形となっている。前衛と後衛は入れ替えることも可能。前衛のキャラが撃破されてマップから消失すると、自動的にダブルは解除される。
また、ダブルには前衛のユニットの能力が上昇するという特性があり、魔法系ユニットが後衛になると魔力が一時的に上昇するなど、後衛のユニットの特徴に応じた能力が強化される。後衛ユニットが強く、また両者の支援レベルが高いほど効果は大きくなる。
みんなの部屋
ワールドマップのメニューから訪問できる。キャラクターの詳細なプロフィールを参照したり、ランダムでアイテム入手・経験値獲得・武器レベル上昇・支援度（絆）アップ・ステータスの一時的上昇・裏話的な雑談（独白）などのイベントが発生する。イベントはプレイ時間の経過とともに自動的に蓄積され、3DS本体内の日時が各キャラの誕生日と一致した場合は一度に3連続でイベントが発生する（単体イベントのみ）。
名簿
「みんなの部屋」に置いてある、自軍キャラクターに関するプロフィール。フレデリクによると仲間が増えると自動的に追加されている様子（マイユニットも不思議そうにしていたらしい）。その存在は仲間内でも意外に知られていないようで、マイユニットとフレデリクの他には、サイリとロランしか知らなかった。
イベントマス
戦闘マップ上に2か所常設されているキラキラと光るエフェクトのボーナスエリアのことで、「みんなの部屋」とほぼ同じイベントが発生する。
結婚システム
異性同士で支援会話の最高レベルであるSを選択すると両者は結婚することになり、マイユニットの場合は専用のイラストと声優によるボイスが付加された告白イベントが挿入される。
その後、一部の女性キャラを除いて固有の子供が産まれることになり、2年後の世界（ヴァルム戦争期）における14章を過ぎてから進行状況によって解放される外伝マップで仲間にすることが可能となる。産まれる子供の髪色は一部を除き遺伝によって父親と同じになる。
通信要素
ニンテンドーネットワークに対応している。ローカルプレイでは他のプレイヤーとタッグを組んでデュアル（勝ち抜き戦）に挑んだり、すれちがい通信では相手から配信されたチームが所持しているアイテムの購入や対戦、いつの間に通信ではシリーズ過去作に登場したキャラクターや貴重なアイテムが配信され、有料コンテンツを購入したりすることもできる。
なお、配信されたチームを率いている「配信リーダー」のキャラクターは直接金銭でスカウトしたり戦闘して勝利することで仲間とすることもできる。ただし上限は次項の追加コンテンツで詳述する「魔符」のキャラも数に含んだ20人までで、上限を超えて仲間にしようとすると誰か一人と別れる必要がある。「マイユニ名鑑」に記録が残っていれば再度仲間にすることも可能（ただし軍資金が必要）。また、配信キャラは全キャラが支援会話および固有台詞なしで、チェンジ可能な兵種はマイユニットと同じになる（性別限定・特定キャラ限定以外の兵種には全てチェンジできる）。
いつの間に通信で送られてくる「おしらせリスト」のナビゲーターはアンナだが、8月9日と9月13日だけはリズに変わる。
追加コンテンツ

クラスとスキル

その他の相違点
- 勝利条件から「制圧」が廃止され、「敵全滅」または「敵将撃破」をクリア条件として統一。
- 特定マップで準無限に利用できた「闘技場」（資金と経験値稼ぎ）の廃止。本作の闘技場はストーリーの舞台（マップ）としての登場となる。
- ボスキャラクターが一定条件下になると移動を開始して接近してくる。
- ペガサスナイト系クラスによる「トライアングルアタック」の不採用。
- 魔法の三すくみ（理→光→闇→理や風→雷→炎→風など）属性は無く、単なる種類分けのみ。
- 購入価格が全品半額になる特殊アイテムの「シルバーカード」が、劇中での秘密の店の発見制ではなくDLCでの有料入手制に変更。

## ストーリー・設定

### ストーリー
人を慈しむ神竜ナーガと、人を滅ぼす邪竜ギムレーが司る世界。
記憶を失い行き倒れていた主人公は、神竜を信奉するイーリス聖王国の王子・クロムと、彼が団長を務めるイーリス自警団に助けられ、同行することになる。
しかしそれから明くる日のこと、突如として天変地異が起こり、同時に人ならざる存在「屍兵」たちと、この世に二つと存在しないはずの宝剣「ファルシオン」を携えた謎の剣士が姿を現す。
そして邪竜を信奉する隣国ペレジアの脅威といった数々の戦いの果てに、主人公とクロムたちはやがて未来をかけた大きな争乱に巻き込まれていく。

### 設定

物語の主な舞台となる東の大陸。青：イーリス聖王国、赤：フェリア連合国、緑：ペレジア王国

神竜ナーガ
声：大原桃子
いにしえの時代、世界を破滅から救った竜。イーリス聖王国およびヴァルム大陸では信仰の対象となっている。
後世にその封印する力を人間に授けたことで人の姿を借りて現れるが、言い伝えではその姿は男性であったり少女であったりと容貌には諸説あったようで、劇中では「尖った耳と薄緑色のロングヘアの女性」のような姿で登場した。
邪竜ギムレー
いにしえの時代、世界を破滅させようとした巨大な竜。神竜ナーガの加護を受けた者によって封印された。
イーリス聖王国及びヴァルム大陸では邪竜とされているがペレジアでは神竜として崇められ、ギムレーを崇拝する「ギムレー教団」が存在する。
詳しくは最高司祭 / ギムレーを参照。
屍兵（しかばねへい）
魔法陣から現れた正体不明の化け物。自我が欠落しており、生き物を見境なく襲う。天変地異が起こって以来、各地に出没するようになる。斬りつけるだけでは倒すことはできず、確実にとどめの一撃を入れる必要がある。活動を停止するに至ると、黒い霧となって消滅する。
公式の紹介では、知能を持たないものとされている。一方で多くの屍兵は、武器の相性を踏まえた攻撃を行う・ある程度の集団戦術を用いる・「屍兵将」など実力を持つ者に従う、という程度の知性は備えている。中には言語を用いる個体や特定の標的のみを狙うものなども存在する。
なお、「屍兵」という呼び名についてはクロム自警団が便宜的に付けたものである（ギムレー復活後に屍兵が出現した未来世界でも同じ呼称だが）。
ただ、DLCとして配信される異伝では金品を盗んで逃亡したり野菜畑を荒らすだけの個体も存在する故、すべての屍兵が人を見境無く襲うわけではないらしく、温泉好きで7ターン目まで温泉から出ようとしない屍兵など稀に妙な特徴を持つ個体もいる。
また、異伝において死亡した戦士の遺体をもとに作られていることが示唆されている。特に「生と死の境に」では、人間の命令を受け付ける屍兵を作ることに成功している。子世代の話によれば、死んだ人間が屍兵化して襲い掛かってくるのは未来ではよくあることで、ドラマCD（オーディオドラマ）「追憶のフューチャー・レクイエム」ではデジェルが訓練させていた兵士が屍兵化した際、生前デジェルが教えていたタグエルやマムクートに関する弱点を突いてきた。
封剣ファルシオン / 神剣ファルシオン
英雄王の血を引くイーリス聖王国に伝わる国宝の剣で、素質のある王族にしか使うことが出来ない。現在は王子クロムが継承しており、彼専用の武器である。
いにしえの時代、初代イーリス聖王がこの剣を用いて邪竜を封印したという伝説が残っている。
現在は力を封印されており、市販の鉄の剣と同程度の威力しか持たないが、竜族に対しては依然高い効果を発揮する。また、耐久力の制限がなく無制限に使用可能。
物語終盤で封印が解かれると本来の力を取り戻し「神剣ファルシオン」となる。配信マップに登場する「マルス王子」と「マルス王」も所持し、使用可能である。
剣に空いている穴のような箇所に光が灯り、ギムレーを封印することができる唯一の武器となる。道具として使用するとHPを20回復できる。
『Wii U版MHF-G』には「封剣ファルシオンI」の名で登場している。
裏剣ファルシオン
世に存在しないとされていた2つ目のファルシオン。読み方は「りけん」。ルキナが使用していた未来の封剣ファルシオン。ルキナが現代世界に来る時に持ってきた。その為こちらも英雄王の血を引き、かつ素質のある者にしか使うことが出来ない。
神剣ファルシオン同様ギムレーに有効であり、こちらも使用回数の制限がなく、道具として使用するとHPを20回復できる。
ウードの見立てでは刃以外は普通の部品でできており、修復されるごとに形が少しずつ変わっているとのこと。
なおこの剣は封印が完全に解けず本来の力を完全に取り戻すには至っていないらしく、実際の性能も神剣ファルシオンより若干劣る。
『Wii U版MHF-G』には「裏剣ファルシオンI」の名で登場している。
炎の台座
封剣ファルシオン同様、イーリス聖王国の至宝とされている。イーリス聖王の王権の源泉でもあり、聖王（もしくはその代理）が常に所持している。
持つ者の願いを叶える力を秘めていると伝えられているが、その力は世界に危機が訪れた時、平和を取り戻すためにのみ使われるべきであるともされている。
神竜の巫女チキによれば本来の名称は【炎の紋章】。すなわち当作におけるファイアーエムブレムである。
台座と呼ばれるとおり窪みが5つあり、それぞれにナーガの力を宿す【宝玉】をはめ込むことができる。それぞれの名称は【白炎】・【黒炎】・【緋炎】・【蒼炎】・【碧炎】と呼ばれ、【白炎】のみがはめ込まれた状態で聖王家に伝えられていた。【蒼炎】はチキが所持していてクロムに譲渡され、【碧炎】はソンシン王国に伝えられていたがヴァルム併合と共にヴァルハルトの手に渡り、【緋炎】はフェリア西王が所持していたが散逸したとされている。これら宝玉を集めて「覚醒の儀」を行うことが物語後半の主な目的となる。
『暗黒竜』『紋章の謎』に登場したファイアーエムブレムこと「封印の盾」と形状などが似ているが、中央部にあった炎の紋章はなく、より一層盾らしいデザインになっている。また宝玉のカラーリングや数も封印の盾にはめ込まれたオーブのそれと一致しており、同一のものであることが示唆されているのだが、オーブを嵌めることで地竜族を封印した『暗黒竜』『紋章の謎』での「封印の盾」に対し、本作では1000年以上前にオーブが外されているにもかかわらず地竜族が復活したという類の描写はなく、オーブを外すことでとある存在を封印しており、完成させると厄災が降りかかるとされる等、『暗黒竜』『紋章の謎』での「封印の盾」とは異なる描写もある。
マスターロードにクラスチェンジしたクロムが、盾として左腕に装着している。
東の大陸、西の大陸（ヴァルム大陸）
当作はシリーズで初めて2つの大陸を舞台とするが、それぞれが過去作の「アカネイア大陸」と「バレンシア大陸」に酷似している。
イーリス聖王国
古の英雄王の末裔であり、かつて神竜「ナーガ」とともに邪竜を滅ぼしたとの伝説を持つ初代聖王をルーツに持つ国家。大陸の南東に位置する。
先王の代においては、「聖戦」と称してペレジア王国に戦争を挑み、結果として両国を大きく疲弊させた過去を持つ。物語開始15年前に「聖戦」を続けていた先王が急逝（これにより「聖戦」も終結した）、第一子のエメリナが王位を継承し、現在に至る。
聖王が替わって以降は、エメリナの方針により平和主義を掲げている。これによって大幅な軍縮が行われ、現在では天馬騎士団以下のわずかな軍しか保有しておらず王都の治安維持が限界であるため、エメリナの弟であり王子であるクロムが国軍とは別の形で自警団を設立している。
なお、イーリス聖王国では英雄王と初代聖王の伝承が混雑しているが、初代聖王は1000年前にギムレーを倒しイーリス聖王国を建国。英雄王マルスが活躍したのは2000年前であるため、初代聖王は英雄王マルスの子孫であることがうかがえる。地理的には『紋章の謎』に登場した、アカネイア王国周辺の地域にあたる。
クロム自警団
先王が引き起こした「聖戦」で民が徴兵された反省から、現聖王のエメリナの方針により大幅な軍縮が行われ、現在イーリス聖王国では天馬騎士団以下のわずかな軍しか保有せず王都の治安維持に回すのがやっとの状態である。こうした国の現状を少しでも打破するため、王子であるクロムは自ら自警団を設立した。団長はクロム、副長はフレデリク。またクロムの妹で王女であるリズも所属している。
人事は副長のフレデリクが担当し、団員は基本的に民間から募集しておりある程度戦力になりイーリスを愛する心を持つ者と判断されれば年齢・身分・性別を問わず入団できる。また、すぐに戦力にならなくとも将来戦力になる可能性を持った人材も入団可能で、そういった団員はしばらくは戦場には出ずに訓練を受けている（リヒトとスミアが該当する）。クロムが聖王代理に就任した後は、国軍の中枢を兼ねるようになる。
フェリア連合王国
大陸の北に位置する軍事国家。東フェリアのフラヴィア・西フェリアのバジーリオという2人の王がいる。
元々が蛮族達によって作られた国であるため、強さが何より尊ばれる国柄であり、数年に一度、東西の王がそれぞれ選んだ選手たちによる闘技大会(国王は参加禁止。過去には認められていたが、それにより参加した王が死亡する事態が発生し、戦争が勃発したためである)が行われ、勝利した側の王が連合王国の実権を手にすることとなっている。現在の東西の王は友好的な間柄を築いているが、険悪な仲の歴代王もいたらしい。
近年はイーリス国の賊を騙る者が多く現れ国境の警備を増強しており、イーリスと隣接している地域では緊張が高まっている。気候は寒冷。チキやフラヴィアによると『紋章の謎』に登場した、かつてチキが眠っていた氷竜神殿が存在した場所であり、当時そこにいた蛮族の子孫がフェリアの人々であるらしい。
ペレジア王国
大陸の南西、イーリスに隣接する砂漠地帯にある国。
劇中で「熱砂の国」と説明される通り高温乾燥の気候。イーリス聖王国では邪竜とされる「ギムレー」を神竜として信奉しており、特に狂信的な信者たちで構成されるギムレー教団が存在している。「聖戦」に対する恨みからか、普段からイーリス聖王国の領地に無断で侵入して村を襲うなど争いの種を生むような行いが目立つが、全ての民が争いを望んでいるわけではなく、またギムレー教団の過剰な行動を快く思わない国民も多い。現国王はギャンレル、後にファウダーになる。
ドラゴンナイトや蛮族をはじめとする斧系兵士、ダークマージなどの闇魔道士を中心とする軍を持つ。軍事力的にはイーリス聖王国を大きく上回り、多数の軍艦も保有。商業が発達しているせいもあって経済面は潤っており、イーリス聖王国との戦争で多額の賠償金を払った上で、ヴァルム帝国との戦争の資金をほとんど負担したほどである。
ヴァルム帝国
強大な軍事力でヴァルム大陸を統一した、覇王ヴァルハルトの治める国。
名目上はヴァルム帝国が全土を支配していることになっているが、各地に未だ有力諸侯の勢力が残っていたり、高圧的な政治に不満を持つものが反乱を起こすなど、国情は安定しているとは言えない。またヴァルム帝国の勢力の中にも、ヴァルハルトに絶対の忠誠を示す者から、帝国の脅威のため嫌々従っている者、単に勝ち馬に乗りたいだけの者もおり、全体の統率が取れた国家というわけではない。
パラディン・ボウナイト・ダークナイトなどの騎兵を中心とした軍を持っており、ヴァルハルト自身が優れた騎手であることもあって地上戦では最強の実力を誇る。加えて、海上や山岳地帯など騎兵が苦手とする場面に向けてファルコンナイト・グリフォンナイトなどの飛行兵も多数保有している。
元々は大陸を統一した初代王の次代の王が、先代の王の名前を取って「ヴァルム帝国」「ヴァルム大陸」と国名と大陸名を改めたものであり、その後年月を経て帝国は分裂し、いくつもの小国家群に分かれてヴァルム帝国自体は弱体化したもののヴァルハルトの代に再建された。なお、初代王は時に蛮勇の人ではあったが、心優しい后がいたようである。
ソンシン国
ヴァルム大陸の一国家だったが、ヴァルハルト率いるヴァルム軍の侵攻に遭い滅亡し、現在はヴァルム帝国に併合されている。米や魚が主食で桜の木が名物であるなど日本に似た文化を持つ国。国王はレンハ。
絶望の未来
本篇から十数年先の、子世代がいた未来の世界。未来では邪竜ギムレーが復活し、屍兵が我がもの顔で世界に蔓延っている。街や村も破壊され多くの人々が犠牲となり、急速に滅亡へと向かっている滅びの世界である。邪竜ギムレーの復活を止められなかった上に、ヴァルムとイーリス・フェリア連合軍の戦争の後でどの国も疲弊しきっていたことが災いし、兵力が不足し蔓延する屍兵に対処できなかったことが滅亡への大きな要因となった。生き残った人間達は各国の戦士たちを中心に集落を作り身を寄せ合っているが屍兵の襲撃で次々と集落も破壊されていっており、人間が滅亡するのも時間の問題であるらしい。親世代の人間も全員屍兵との戦闘の末に命を落としている。
「子世代」は条件（物語の進行と当該キャラクターの母親の結婚）を満たすと出現する外伝マップで、適宜条件を満たすと仲間になる。「子世代」の系譜は結婚システムのオリジナルである『聖戦』同様母親依存で、父親からは髪の色を引き継ぐ。
なお、有料DLCで配信されている「絶望の未来」シリーズのシナリオはパラレルワールドという扱いであり、本篇の断章から進んでいったとされる絶望の未来よりも更に状況が酷いという設定で、ナーガ曰く異界からの介入がなければ子世代キャラは全員死亡し世界も確実に滅亡する「終末の世界」とも称されている。ドラマCD（オーディオドラマ）「追憶のフューチャー・レクイエム」では、本篇の子世代たちが未来から過去へ行くまでの経緯が語られている。
魔符
有料の追加マップで入手できるアイテムで、過去のシリーズに登場したキャラをゲストユニットとして召喚（使用）できるというもの。
設定上では「異界」から召喚された英霊という扱いで、自我があり会話も可能だが、本人達は自身が幻影であるとは思っていない（ただし呼び出されたことや不自然な状況に何かしら違和感を持つ者は存在する）。
同じ人物であっても、描かれた符の絵画（イラスト）によって性格に若干の違いが出る者もいる。またクラスや装備可能武器の仕様変更を伴った結果、原作とは異なる得物を使用する者もいる。

## キャラクター
当作のキャラクターたちはいわゆる現代のキャラクターである「親世代」と、その子孫であり未来からやってきた「子世代」に分類される。自軍に加入するキャラクターのうち、親世代は（親）、子世代は（子ないし孫）、そのどちらにも該当しない自軍キャラクター（マイユニットとしか結婚できず、固有の子供が存在しないキャラクター）は（-）で記載する。
髪色は結婚システムにおける父親遺伝の変動色ではなく、キャラクターイラスト（設定画）に倣って記す。
クリア後の後日談については固定の史実である独身でのエピローグで記述し、結婚している場合のマルチエンディングについては省略する。
公式ウェブサイト「キャラクター人気投票」の順位については、男性ワーストが26位、女性ワーストが25位となっている。

### クロム自警団
クロム (Chrom)
声：杉田智和
【世代：親 / 初期兵種：ロード / 軍の中で一番：訓練中に物を壊す / 誕生日：5月27日 / 髪色：青 / 称号：新たなる聖王】
本作の主人公。イーリス聖王国の王子にして、古の英雄王マルスの子孫。
王家に伝わる国宝「封剣ファルシオン」を携え、右肩に王族に現れることがある聖痕を持つ。王族でありながら自警団団長を務め、自ら国の平和を守っている。不器用だが仲間思いで熱い性格の持ち主。訓練中によく周りの物や壁を破壊する。敬語で形式を張って話すのも、話されるのも苦手であり、自警団員達は自然体で彼に接している。
優秀な軍師を捜していたさなか、生き倒れていたマイユニットにその才能を見出し、自警団に勧誘した。イーリスに攻め入ろうとするペレジアの陰謀を阻止しようとフェリアに協力を求めたりするなど奔走するが、それは適わずに戦争が勃発してしまい、王都が攻め入られた時に聖王である姉エメリナから、世界を変える力を持つとされる秘宝「炎の台座（ファイアーエムブレム）」を託された。
聖王であった姉エメリナが亡くなり（実際は戦況悪化からすぐに撤退したため死亡が確認できていないが、ペレジアからも死亡扱いされた）ペレジアとの戦争が終結した後、支援会話コマンドが可能な女性キャラ（マイユニット女、ソワレ、スミア、マリアベル、オリヴィエのいずれかで、候補が居なければ村娘）と結婚し、姉の跡を継いで聖王代理（戦後処理を優先して即位に必要な儀式をしていないので「代理」となっている）として国を治める立場になる。2年後に妻との間に娘のルキナを授かり、父となり王としての自覚が出来たのか、聖王代理になった頃は以前のような熱い心を持ちながらも、思慮深くなっている。突如力をつけてきたヴァルムからの侵略に対抗しつつ、新ペレジア王となったギムレー教団の教主ファウダーによる炎の台座を巡る陰謀に巻き込まれていく。
実は本来の歴史（断章）では、ギムレー教団の教主ファウダーとの決戦において、ファウダーに操られたマイユニットに殺害される運命にあった。しかし未来から来た娘のルキナと、本来の時間軸での記憶を断片的に夢で見ていたマイユニットの影響で歴史が変化し、結果的に生き残った。その後復活したギムレーに対抗するべく覚醒の儀を行い最後の戦いに挑む。
夢は「大事な人を守れる強い男になる」こと。平時は剣の練習か昼寝をして過ごしている。
有料DLCの「絆の夏」ではガイアと共に水着姿を披露している。
公式人気投票では、男性キャラ1位となった。
『Wii U版モンスターハンター フロンティアG』とのコラボでクロムの姿を模した片手剣の「封剣ファルシオンI」、防具の「聖王シリーズ」が再現されている。
『大乱闘スマッシュブラザーズ for Nintendo 3DS / Wii U』ではルフレの戦闘演出に登場し、『大乱闘スマッシュブラザーズ SPECIAL』ではプレイアブルキャラクターとして登場する。
マイユニット / ルフレ (My Unit / Reflet)
声：細谷佳正、大川透、沢城みゆき
【世代：親 / 初期兵種：戦術師 / 軍の中で一番：謎が多い / 誕生日：任意 / 髪色：任意（全20色） / 称号：聖王の軍師】
本作のマイユニット。プレイヤーの分身となるユニット。ルフレはデフォルト名。日本国外では北米・豪州や欧州の英・伊版などがAvatar / Robin、欧州の独・仏・西版などがAvatar / Daraen。
名前・性別・容姿・口調（一人称）などをプレイヤーが自由に設定でき、声優は「僕1、俺1」が細谷、「俺2」が大川、「僕2」「私1、2」「あたし1、2」が沢城で、無口にするとテキスト表記のみ（台詞も「……!?」などの約物だけで表現）となる。支援会話も性別によって内容が変化する。
一部の専用職（性別の関係でなれない職種）を除くほとんどのクラスにチェンジ可能な上に、支援会話自体が不可能なキャラクターを除くすべてのキャラクターと支援関係を結ぶことができる。子世代とも結婚可能であり、マイユニットとしか結婚できないキャラクターも存在する。
記憶を失い道端に行き倒れているところをクロム達に助けられた直後、南の町を襲っていた蛮族のゲリバ率いる山賊団との戦闘で天才的な軍略の才能を発揮して共闘したことから、軍師として自警団の仲間に加わる。
その正体はギムレー教団の教主ファウダーの子供にして、邪竜ギムレーの血を引く子孫。ギムレーの復活に必要な器としての素質を持って生まれ、右手の甲にギムレーの聖痕を宿している。教団待望の器であったが、我が子に情を抱いた母親によって、赤ん坊の頃に教団から連れ出された。ただ、その血筋ゆえかファウダーからの洗脳に逆らうことができない。
最初の時間軸（断章から絶望の未来へと続く歴史）では、最終決戦においてファウダーに操られクロムを殺害し、そのままギムレーとして覚醒した。つまり絶望の未来における邪竜ギムレーとは「裏切り者のルフレ（マイユニット）」の成れの果てである（詳しくは最高司祭 / ギムレーを参照のこと）。
新たなる歴史（ゲーム本篇の時間軸）では、ギムレーがルキナ達による歴史改変を阻止するため過去まで追ってきたことで、ギムレーの魂の一部が分離してしまい自らに憑依したと同時に流れ込んだ心の反動によって記憶喪失を招いてしまう。結果、初対面であるはずのクロムの名前を知る状態で、ギムレーと同一人物と言える存在となったままクロムと行動をともにすることになる。同様にファウダーに操られクロムを殺害しかけるが、わずかに残っていたギムレーだった頃の記憶により自身が操られてクロムを殺害する夢を見ていたため、ルキナの助言で死の運命から逃れたバジーリオと密かに連絡を取り合い、他の仲間達には一切を秘密にしたまま「炎の台座」の宝玉を偽物とすり替えておくという策を打っていた。その保険が功を奏しファウダーからの洗脳が不完全となった結果、クロムを攻撃する寸前に力を抑えることができたため、クロムが生存し絶望の未来へと続く歴史を変えることに成功する。
その後、自力で覚醒したギムレーとの最終決戦に臨むが、マイユニットがギムレーの半身であり、故に完全に消滅させることができる唯一の存在であることを告げられ、とどめを刺す際に自分かクロムのどちらかを選ぶという2択を迫られる。前者を選ぶとギムレーは完全に滅び自身も消滅し、後者を選ぶとギムレーは封印されるにとどまるが自身は生還する。
サーリャからは性別に関係無く一目ぼれされ好意を寄せられる。女だった場合はノワールから理想の母親と評され「お母さん」と呼ばれるようになる。自称模型製作が得意で、オリヴィエの夢である劇場のミニチュアジオラマを作ってみせた。料理の腕も度々披露するが評価は両極端で、主に人間からは鋼の味などと酷評されるが、ベルベットやンンなどの亜人（混血種）からは絶賛される（ただしそれぞれで味覚や食生活に何らかの問題をかかえている）。
夢は「立派な軍師になる」こと。平時はテントにこもり戦略思案をしているか、気晴らしで散歩に出掛けている。
結婚した場合は子供に自身の性別と逆になるマークを授かり、女でクロムと結婚した場合はルキナの母親にもなるが、クロムと結婚していない支援会話では横恋慕（不倫）ではないかと疑われてしまう。加えて、男でルキナと結婚した場合も含めて「21章 五つの宝玉」でのイベントが特殊な展開になる。
ドラマCDシリーズにも出演しており「一触即発のイーリス・ロマンス」ではルフレ男（細谷）で、アンナが面白がって始めた婚活騒動に振り回される。戦闘シーンでは風魔法「レクスカリバー」と雷魔法「ギガサンダー」を使用。「不撓不屈のペレジア・ストーム」ではルフレ女で、原因不明の風土病に冒されてしまう。戦闘シーンでは雷魔法「トロン」を使用。
公式人気投票では、男性キャラ3位、女性キャラ2位となった。
『大乱闘スマッシュブラザーズ for Nintendo 3DS / Wii U』では「ルフレ」名義でプレイヤーキャラクターとして登場。『ファイアーエムブレム ヒーローズ』では「ルフレ」名義で魔道士ユニットとして登場。
リズ (Liz)
声：阿澄佳奈
【世代：親 / 初期兵種：シスター / 軍の中で一番：よく飛び跳ねている / 誕生日：3月6日 / 髪色：アイボリー / 称号：飛び跳ねシスター】
クロムとエメリナの妹で、イーリス聖王国の王女。日本国外版名はLissa。
兄の率いる自警団に所属しており、最近までは戦闘に参加できない見習いであったが、みんなの力になりたいとの一心で猛特訓をし、ようやく実戦参加が許された。
イタズラ好きでワガママだが根は優しく、自他ともに認める王族らしかぬ庶民的な言動の持ち主で、誰に対しても壁を作らない。家事も自分で出来るようになりたいと思って練習しているが、料理も裁縫も苦手。
夢は「お姉ちゃんみたいなレディになる」ことで、優れた才覚を発揮するクロムとエメリナを共に尊敬している。平時はクロムが訓練で物を壊さないよう見張っている。
結婚した場合は子供に息子のウードを授かる。リズにはなぜか王族の証である聖痕が身体に現れていなかったため、長らく自分が本当に王族なのかと悩んでいたが、ウードには聖痕が現れたためコンプレックスの一つは解消されることになる。
1年の内の2日間限定で、アンナに代わって「いつの間に通信」のナビゲーターを務めている。ドラマCDシリーズにも出演しており、「一触即発のイーリス・ロマンス」の戦闘シーンでは回復の杖「リライブ」で援護し、ティアモとのダブルを披露した。
公式人気投票では、女性キャラ11位となった。
フレデリク (Frederik)
声：小野大輔
【世代：親 / 初期兵種：グレートナイト / 軍の中で一番：火起こしが好き / 誕生日：8月26日 / 髪色：焦茶 / 称号：穏和な騎士団長】
イーリス聖王国の騎士で、自警団の副長。シリーズ伝統の序盤のお助け上級ユニットで、コンセプトは執事。
運営全般を担当し、また従者としてクロム達を公私ともに支える。冷静沈着かつ生真面目で、非常に腕が立ち戦の指南役も務める。若い頃から近衛騎士に就いており、自警団設立の際にはクロムとリズを傍で守れるようにと真っ先に副長に立候補した。
物腰は柔らかいが自他共に厳しく、クロムからも「笑顔の時が一番厳しい」として恐れられている。マリアベルが執事そのものと称すように、誰よりも主君のことを気遣い、それ自体を生き甲斐としているのだが、そのために午前3時から起床して石拾いや火おこしなどの雑務を日課として淡々とこなすなど、少々やり過ぎでズレている面がある。スローガンとして「クロム様絶対死守」の張り紙を似顔絵と共に野営地のテント中に貼ったり、魚が食べたいと漏らしただけで山を越えて魚を調達しに行くなど、主君に世話を焼過ぎて逆に迷惑をかけることもしばしば。
大抵のことはそつなくこなすが、子供の頃に野犬に襲われたトラウマから大型獣が苦手。また熊肉が苦手であり、これを克服しようとマイユニットに相談するも「雑食なあなたが羨ましい」などと他意のない無意識な偏見的発言をしてしまったことで、「フレデ肉」というあだ名を付けられてしまったり、騙されて熊肉を食べさせられたりする。その際はパニックに陥り衛生兵を呼ぶなど普段の姿からは想像もつかないほど取り乱した。
夢は「仲間の活躍を陰ながら応援し続ける」こと。平時は雑務をこなしつつ、趣味でもある珍しいキノコ狩りに出掛けている。
親世代の男性陣の中では、ヴィオールと共にクラシックモードで敗北しても離脱で済み死亡しないユニットの一人。
公式人気投票では、男性キャラ14位となった。
ソワレ (Soiree)
声：大原桃子
【世代：親 / 初期兵種：ソシアルナイト（カラーは赤） / 軍の中で一番：料理が下手くそ / 誕生日：12月5日 / 髪色：小豆色 / 称号：紅の騎士】
自警団の一員。シリーズ伝統の「赤と緑の騎士」の赤の騎士にあたるキャラクターで、史上初の女性でもある。日本国外版名はSully。
元々は騎士の家に生まれたが、家名の力ではなく自らの手で騎士となるべく、クロム自警団に入団した。武芸を尊び、勇猛で男勝りな性格で、自分を女性として扱い手加減されることを何よりも嫌う。自警団見習いの頃はフレデリクに剣と槍を学んでおり、曰く「通過儀礼」の最初の手合せの時にボコボコにされたらしい。
一部を除いて一人称に「ボク」を用いるなどボーイッシュな言動をし、そこら辺の男より恰好良いとイーリスには女性ファンが多数存在し、大量に来るファンレターの処理が悩みになる程である。クロムとは幼馴染みで、クロムを相手に引けを取らない程の戦闘能力を持つ。かつて英雄王マルスに仕えた「猛牛」の異名を持つ騎士に憧れている。イーリス騎士団に所属していた2人の兄がいたが、賊に襲われた村を救いに行った際に死亡しており、兄たちの一人称を絆の証として受け継ぎ使用している。
平時は武器の手入れ、訓練、散歩などをしている。
結婚した場合は子供に娘のデジェルを授かり、クロムと結婚した場合はルキナの母親にもなる。
公式人気投票では、女性キャラ21位となった。
ヴェイク (Wyck / Vaike)
声：遠藤大輔
【世代：親 / 初期兵種：戦士 / 軍の中で一番：落し物が多い / 誕生日：12月26日 / 髪色：クリーム色 / 称号：貧民街の英雄】
自警団の一員。貧民街出身で、子供の頃にお忍びで貧民街に来ていたクロムと友人になり、幼馴染の間柄となる。一人称は俺様。お調子者で常に自信に溢れ、クロムのライバルを自称し何かと張り合うも、彼のことは認めている。情に厚く熱血漢であるが、仲間たちへの伝言を忘れたり、戦いの前に自分の斧を無くしてしまうなどうっかりした面もある。
元々は貧民街のガキ大将的存在だったが、貧民街に来たエメリナの演説に共感を覚え自警団に入団した。貧民街出身故に周囲の大人たちからクロムに近付くことを快く思われず陰口を叩かれていたが、クロムはそういった意見を全て無視し、ヴェイクの実力を認め親友として接している。
夢を尋ねられると「何も無いぜ。今の時点で最強だからな！」と答えるが、本心は「貧民街の弟分達に楽な暮らしをさせてやる」こと。平時は自分磨きをしている。
最終決戦後は貧民街に凱旋し、多くの者から良き兄貴分として慕われ続けたと伝えられる。
公式人気投票では、男性キャラ24位となった。
ソール (Sort)
声：新垣樽助
【世代：親 / 初期兵種：ソシアルナイト（カラーは緑） / 軍の中で一番：食い意地がある / 誕生日：6月16日 / 髪色：カーキ色 / 称号：碧の騎士】
自警団の一員で、シリーズ伝統の「赤と緑の騎士」の緑の騎士にあたるキャラクター。日本国外版名はStahl。
特徴はいつもついてしまう寝癖。性格は気配り上手で人が良く、自警団の中では数少ない常識人と評されている。しかし慌てていると失敗も多い。食べることも大好きだが、食べ過ぎからなのか体質でなりやすいのかは不明だが、よく腹痛を起こしている。
隠れた努力家でもあり、ティアモとの支援会話では全くの楽器の素人だったにもかかわらず、短期間で追いつくほどの腕前になっている。
かつて英雄王マルスに仕えた「猛牛」に憧れているソワレと共に、ソールは「黒豹」の異名を持つ騎士のようになろうと互いに目標を立てている。
夢は「騎士として活躍する」ことと、「世界中の美味しいものを食べる」こと。平時は武器の手入れや食料の調達をしている。また、薬屋の実家に住む兄からの頼みで、薬の材料になるという珍しいチョウの鱗粉を探して新しい町に訪れる度に市場に出向いてもいる。
ドラマCDシリーズでは「不撓不屈のペレジア・ストーム」に出演しており、薬学の知識を活かして病に倒れたルフレを診察するなどした。
公式人気投票では、男性キャラ9位となった。
ミリエル (Myriel / Miriel)
声：あいざわゆりか
【世代：親 / 初期兵種：魔道士 / 軍の中で一番：私物が多い / 誕生日：2月12日 / 髪色：小豆色 / 称号：理知の瞳】
自警団の一員。シリーズ初採用のつる付き眼鏡と三角帽がトレードマークの女性魔道研究家。同じく研究家だった母の遺した本を愛読し、何事も理論を用いて分析したがる。
性格は几帳面で、特にうっかり者には厳しく苦言を呈することもしばしば。一つの物事に集中すると周りが見えなくなり、本に夢中になって崖から落ちかけたこともあるが、読書で知識を深めるよりも実践経験を重視する行動派。
夢は「世界の不思議を多く解き明かす」こと。
最終決戦後は研究者として頻繁にフィールドワークに出掛け、晩年にとある歴史的な発見をしたことで後世に名を遺したと伝えられる。
結婚した場合は子供に息子のロランを授かり、三角帽が形見の品になっている。そのロランによれば使ったものを元に戻さない父親の癖（習慣）が原因となって家庭崩壊の危機を迎えたらしい。
公式人気投票では、女性キャラ18位となった。
スミア (Smia / Sumia)
声：山本彩乃
【世代：親 / 初期兵種：ペガサスナイト（カラーは桜色×薄紫色） / 軍の中で一番：何もない所で転ぶ / 誕生日：11月24日 / 髪色：灰色 / 称号：花占いの乙女】
自警団の訓練生。まだ自分のペガサスを持つことができない天馬騎士見習いだったため戦闘には参加していなかったが、クロムの説得によりフェリアへ同行したところ、動物と心を通わせる力で傷ついた野生のペガサスを助けたことで愛馬を得て、戦場に駆けつけてクロムの窮地を救うとともに名実共に自警団員として参戦する。
天然ボケなドジっ娘で、ドジで失敗が多いため、自分では落ちこぼれだと思っている。よく転ぶのも特徴であり、その動きは開発スタッフの子供の幼少期の転び方と起き上がり方を参考にしている（勢いよく顔面からズデン！と地面に突っ伏し、起きてから両手で裾払いをする）。
趣味は動物の世話と花占いで、後者では自警団の部屋を散らかしたり野花や花壇を全滅させたりしている。読書も好きで、マイユニットとの支援会話によれば「聖戦の系譜」という題名のノンフィクション本を読んだことがある。また、「狂気のファルコンナイト」「二軍のプリンセス」などを読んで物真似をしていたりもする。
夢というほど大げさではないが、一度「グリフォンの羽占い」がしてみたいと思っており、過去にはペガサスの羽占いが当たると聞き実行しようとしたこともある。平時は仲間が無事かどうか見回っている。
最終決戦後は戦闘職を辞し、ペガサスの調教師的な役職を志願し従事。花占いは本人によれば平和な未来が訪れるらしいと曖昧で定かではない発言を残している。
結婚した場合は子供に娘のシンシアを授かり、クロムと結婚した場合はルキナの母親にもなる。クロム同様、結婚できるキャラクターがある程度限られている（ただしクロムのように同性会話3つあるわけでもなく2つであり、村娘のような結婚候補もいないので実際は異なる）。
公式人気投票では、女性キャラ15位となった。
カラム (Callum)
声：坂巻学
【世代：親 / 初期兵種：アーマーナイト（カラーは銀色×山吹色） / 軍の中で一番：座高が高い / 誕生日：6月24日 / 髪色：黒 / 称号：忘れられた重騎士】
自警団の一員。日本国外版名はKellam。
体格的に全ユニット中最大サイズを誇る重装歩兵かつ人間の盾とでもいうべき兵種ゆえに存在感がありそうなものだが、カラムの行動が幽霊の仕業扱いされるなど異常なまでに影が薄く、仲間からも気付かれることは滅多にない。しかし戦闘になると激情にかられやすく、平常心を保てなくなるため存在が把握できるようになる。その原因は、5人の男兄弟の中で育つ内に兄弟での取り合いを嫌って自ら主張しないようにし続けた結果によるもので、現在ではそんな自分を少し気に入っている。
自警団に馴染めるようになったのはクロムが声をかけてくれたことがきっかけで、そのため仲間達の輪から外れている者を見ると何かと気にかける。
農家の出身のため農作物についてはかなり詳しい。いつも着ている鎧は、臆病な性格と影が薄いゆえに馴染めず何度も退団を考えていた時、家族が生活費を切り詰めて送ってくれた大切なもの。
初登場は2章でのアジト内だったが、翌朝には仲間達から存在を忘れられ置いていかれ、北の街道で屍兵と戦っていたクロム達を知らぬ間に追い越してしまい先にフェリアの国境に到着してしまったため一人で待っていた。なお、その「3章 戦士の王国」で仲間にしないで進む歴史（展開）だったとしても、カラムはずっとクロム達についてきており、以降の全章を通して仲間と敵ユニットのみならず、ラストボスからも気付かれていない状態で共闘していることになっている。
平時は野営地の広場に立ち、自分に気付かない人が何人いるのか数えるという自虐的な暇つぶしをしている。
最終決戦後は旅に出るが、カラムがいなくなったことを人々が知ったのは数年後だったと伝えられる。さらに女性キャラの誰かと結婚した場合でも「特に記録は残っていない」とされる。
公式人気投票では、男性キャラ20位となった。
マリアベル (Mariabell)
声：五十嵐裕美
【世代：親 / 初期兵種：トルバドール / 軍の中で一番：寝相が悪い / 誕生日：4月14日 / 髪色：クリーム色 / 称号：罵詈雑言の令嬢】
自警団の一員で、イーリス聖王国屈指の名門貴族テミス伯の娘。日本国外版名はMaribelle。
一人称は「わたくし（私）」。常に持ち歩いている日傘がトレードマーク。
プライドが高く高飛車で人見知りが激しい性格で、自警団に入団する以前は同年代の友達もおらず社交界で常に孤立していた。そんな中、リズだけが周囲の陰口を気にせずに自分と友達になりたいと歩み寄ってくれたため、リズに心を開き、彼女の後を追うように自警団に入団した。そして親友のリズを何よりも大切に思っている。
基本的にお嬢様らしい話し方をするが、気持ちが昂ると「テメー！」や「離しやがれですわ！」のように汚い言葉が混じる。しかし根はとても優しく、非常に正義感が強い。全ての人間が対等に過ごせるような世の中を作ろうと考えている努力家であり、法務官を目指して勉学に励んでいる。
クロムたちがフェリアに行っていた時は同行せずにイーリスに残っていたが、ギャンレル率いるペレジア軍がイーリス西のテミス領内の村を襲撃してきたため、話し合いで追い返そうとしたところをペレジア兵に捕まる。そしてエメリナに対する脅迫材料として人質にされるも、クロムたちと密かに付いてきたリヒトの奇襲で救われた。
趣味はリズとのお茶会。
夢を尋ねられると「蛮族になりたいですわ」という冗談で返し、冷ややかな目を向けられてしまう。平時は自身曰く「傘でタコ殴り」なる護身術を学んでいる。
結婚した場合は子供に息子のブレディを授かり、クロムと結婚した場合はルキナの母親にもなる。
公式人気投票では、女性キャラ14位となった。
リヒト (Licht)
声：増田ゆき
【世代：親 / 初期兵種：魔道士 / 軍の中で一番：動物に好かれる / 誕生日：5月23日 / 髪色：小豆色 / 称号：小さな魔道士】
自警団の最年少でマスコット的存在。日本国外版名はRicken。
言動も幼いが、本人は子供扱いに不満を感じており、早く大人になりたいと思っている。当初はまだ訓練生で戦闘には参加していなかったが、ペレジアに捕まったマリアベルを助けるために国境へ向かったクロムたちに内緒で付いていき、インバースの隙をついてマリアベルを救出したことがきっかけで、正式に戦闘に参加するようになった。
かつてはマリアベルの実家と並ぶほどの名門貴族の出だったが、没落してからは貴族街の子供たちからいじめを受けるようになった。クロムとはそんな頃に出会ったものの当初はなかなか信用できなかったが、森でいじめっ子たちと共に獣に襲われそうになったところをクロムに救われ、他の獣との戦いで傷つきながらも自分たちを必死で守ろうとしたクロムを見て憧れるようになる。それ以来彼を兄のように慕って懐いており、いつかクロムの側近になりたいと思っている。
夢は「背が高くて恰好良いお兄さんになる」ことで、一人前になって実家を立て直したいとも考えている。平時は森で動物と遊んでいる。
公式人気投票では、男性キャラ23位となった。

### イーリス王城
エメリナ (Emerina)
声：岡村明美
【世代：- / 初期兵種：賢者 / 軍の中で一番：打たれ強い / 誕生日：12月23日 / 髪色：アイボリー / 称号：優しき少女】
イーリスを統治する聖王で、クロムとリズの姉。日本国外版名はEmmeryn。
額に聖痕を持つ。心優しく、誰よりも平和を愛している。物語開始の15年前に父王が急逝し、10歳に満たずに即位する。先王がギムレーを崇拝するペレジア相手に起こした「聖戦」で、犠牲を強いられた民から怒りと憎しみを受けることとなったが、家族の前以外では弱音を吐かず常に民の前に出て平和を説き続け、現在では自国の領民のみならず他国の将軍にすら尊敬されるほどの信頼を得ている。
後に秘宝である「炎の台座」を狙ったファウダーたちギムレー教団に命を狙われるが、未来から来たルキナによって暗殺を逃れた。しかし、その後ギャンレル率いるペレジア軍の侵略に遭い拉致され、「炎の台座」を持つクロムをおびき出すための罠として公開処刑されることになる。クロムたちが救出しようとするも、インバースが召喚した屍兵に阻まれ作戦は失敗。「炎の台座」と自分の命を天秤にかけられたクロムを助けるため、そして民を守るため、ペレジアの人々に平和について説き聞かせた直後、自己犠牲の道を選び身を投げた。これにはペレジアの者ですら心を突き動かされ、戦争終結を早めることとなった。
しかし、クロムはおろかギャンレル達も知らないまま奇跡的に一命は取り留めており、終章直前に解放される配信マップにて再登場する。若い娘を生贄として拐かしていたソーサラーのカーン率いるギムレー教徒に囚われていたが脱走し、2大陸間の海上最南端にある島内の「山間の村」で保護されていたのを村長から聞き知り奇跡ともいえる再会を果たせたが、身を投げた際のショックで女王であった頃の記憶をほとんど失い（断片的には以前の境遇を覚えているようだが）精神も幼児期への退行現象を起こしていた。クロム達が動揺する最中、村に迫るカーン一党の襲撃から守ろうとするかのように単身出ていったため、中立ユニットのまま護衛に成功すると仲間になる。
それでも幼少期のクロムにしたように頭をなでて慰めるなど、記憶が無くても変わらない優しさを見せる姉を慮ったクロムとリズは、聖王時代の記憶には辛いことも多く含まれているため、無理に記憶を戻すことはしないと決めた（ただしクラシックモードの場合、死亡すると末期の瞬間に記憶が蘇ってしまう）。
夢を尋ねると「このまま…あなたと…なかよく…したい」と答える。平時は散歩をしている。
最終決戦後はフェリア連合王国に移り住み、記憶が戻ることのないまま平民として暮らしたと伝えられる。
マイユニットが男で結婚した場合は子供に娘のマーク女を授かる。
ドラマCDシリーズでは「一触即発のイーリス・ロマンス」に出演しており、ペレジアに囚われる直前にフレデリクに託していた遺言書を読んでいるクロム達が声を聞いているという演出。
公式人気投票では、女性キャラ23位となった。
ティアモ (Tiamo)
声：岡田栄美
【世代：親 / 初期兵種：ペガサスナイト（カラーは銀白色×ダークレッド） / 軍の中で一番：ため息が多い / 誕生日：7月7日 / 髪色：ダークレッド / 称号：若き天才騎士】
イーリス天馬騎士団の一員。日本国外版名はCordelia。
スミアとは幼なじみで、ドジな彼女と違い天才肌。騎士団では最年少だったがフィレインには後継者として期待されていた。
才色兼備でもあるため周りからの期待や嫉妬が大きく、そのせいで人知れず悩みを多く抱え、先輩達とは距離を置いていた。しかし、ペレジア軍がエメリナ不在中のイーリス城へと攻め入った時、エメリナ達に敵襲を伝えるようにと先輩達によって逃がされ、その別れの際に今までのやっかみは新人に対する洗礼であったことが発覚し、もっと仲良くしたかったと後悔した。クロムたちと合流した後もフィレインの命令でクロムたちに同行しており、結果的に天馬騎士団唯一の生き残りとなる。
手槍を一から自作するほど器用で何事もそつなくこなすが、人より胸が小さいことは気にしており、サイズを鎧で誤魔化している（本人談）。また乗馬が日常化しており、自分の足で走ることは苦手としている。
夢は「いつ死んでも後悔しないような幸せな人生を送る」こと。
結婚した場合は子供に娘のセレナを授かるが、設定上で片思いしていたことになっているクロムとは支援関係が結べないため成就しない。なお、自分ではその想いを隠しているつもりだったが周囲の人間にはバレており、セレナ加入時にクロムではなくティアモで会話すると未練があるのではと誤解されマザーコンプレックス気味の嫉妬をされてしまう。
有料DLCの「絶望の未来」ではギムレーが倒された後の世界で新・聖天馬騎士団の一員となる。同「絆の夏」ではサーリャと共に水着姿を披露している。
ドラマCDシリーズでは「一触即発のイーリス・ロマンス」に出演しており、ガールズ・トークではサーリャからクロムの婚礼について突っ込まれリズやノノから怪しまれ、逆にルフレ男とクロムの関係については最後まで怪しんでいた。戦闘シーンではリズを後衛とするダブルからの空中戦を披露した。
公式人気投票では、女性キャラ4位となった。
フィレイン
声：神田みか
イーリス聖王国の天馬騎士団長を務めるファルコンナイト（カラーはクリーム色×空色）。日本国外版名はPhila。エメリナの護衛役でもあり先王の代から天馬騎士を務めている古株。真面目で厳しくも部下思いな性格。年齢のことを気にしている節がある。イーリス城陥落時に戦死したと思われていたが、バジーリオの部下の手により脱出しており、部下数人とともに処刑執行場のエメリナを救出しようとしたが、突然現れた屍兵アーチャーに撃ち落され、無念の最期を遂げた。

### その他（イーリス）
ガイア (Guire)
声：松本忍
【世代：親 / 初期兵種：盗賊 / 軍の中で一番：鼻血を出す / 誕生日：1月2日 / 髪色：柿色 / 称号：お菓子好き盗賊】
盗賊稼業で世界中をまわっていた過去を持つ、イーリス暮らしのクールな盗賊。日本国外版名はGaius。
どんな仕事でも報酬さえあれば大抵は受けるが、偽りのある仕事や悪意に満ちた仕事は受けない。大の甘党であり、口にはキャンディーを咥え、全身50箇所にお菓子を隠し持っている。クロムに協力を依頼された際もリズの手作り菓子を報酬に要求した。金品よりお菓子の方が大切らしく、異伝で屍兵にお菓子袋を盗まれた時は「他の連中みたいに金品を盗めよ」と怒っていたり、同じく異伝の灼熱ステージでお菓子が溶けた場合も怒っていた。「ガイアの高級菓子」というアイテム名にも採用されている。
手先が器用で裁縫や小物作りも上手で、結婚指輪も自作してみせた。
夢は「お菓子の家をみつける」こと。平時は何度も刺されたことがありながら蜂蜜を採りに行っている。
有料DLCの「絆の夏」ではクロムと共に水着姿を披露している。
ドラマCDシリーズにも出演している。「一触即発のイーリス・ロマンス」ではフレデリクからの要請を受け諜報活動で奔走している。
公式人気投票では、男性キャラ4位となった。
リベラ (Riviera)
声：山戸めぐみ
【世代：親 / 初期兵種：バトルモンク / 軍の中で一番：神頼みが多い / 誕生日：7月1日 / 髪色：アイボリー / 称号：美貌の僧侶】
イーリス国の聖職者。日本国外版名はLibra。
処刑されるエメリナを救うため仲間たちと共にペレジアへ潜入したが、ペレジア兵との戦いで仲間たちは全滅、最後のひとりとして処刑場で戦っていたところを、クロムたちと合流する。端正な顔立ちと物腰柔らかい性格なため、女性に間違えられることが多く気にしている。
聖職者らしく穏やかで優しい人物で、孤児院の子供達のために人形を作ったり、悩める人々の話を聞いている。しかし幼い頃に両親に捨てられた過去を持ち、時折自虐的な一面を見せる。また、人殺しであることを自覚しており、「戦での無事を願うのは他人の犠牲を祈っている」と皮肉っている。
夢は「皆さんが毎日幸せに暮らせる」こと。平時は最寄りの教会に行って祈っている。
公式人気投票では、男性キャラ18位となった。
ドニ (Denis)
声：市来光弘
【世代：親 / 初期兵種：村人 / 軍の中で一番：髪の毛がうねりやすい / 誕生日：6月4日 / 髪色：黒 / 称号：村人】
イーリス南西にある村で畑仕事をしている平凡な青年。日本国外版名はDonnel。
村で起きた事件をきっかけに、強くなりたいと願う。訛りと頭のナベがトレードマーク。年齢はリズより年下。
畑仕事や狩りの知識はかなりのもの。非常に物覚えが良く、村に伝えられた歌や話を多数記憶しているほか、イーリスの法律を正確に覚えてしまうほど。賊に殺された父親は石を研究していたらしく、将来は父親が果たせなかった石についての研究をするために旅に出たいと思っている。
夢は「戦場で活躍して村に凱旋する」こと。平時には村への手紙を書いている。
公式人気投票では、男性キャラ17位となった。
村娘
不特定多数が存在するモブキャラクターの一人だが、11章クリア後の時点でクロムと支援関係を結べる女性キャラとの絆が皆無だった場合はクロムと結婚しイーリス王妃となり、王女のルキナを授かる。特にスキルなどは持ち合わせていないため、ルキナの能力は下がり、転職の幅も狭くなってしまう。
ロムゴー
イーリス最南端の辺境を縄張りとしていた山賊団の首領だった蛮族。日本国外版名はRoddick。ドニの住む村を襲い、金品を略奪していたところで自警団に出くわす。過去にドニの父を殺しており、ドニを彼の母の前で殺そうとも考えていた。また、王都暮らしのクロムを軟弱な王子と馬鹿にしていた。

### フェリア連合王国
バジーリオ (Basilio)
声：てらそままさき
【世代：- / 初期兵種：ウォーリアー / 軍の中で一番：リアクションがでかい / 誕生日：8月13日 / 髪色：不明（髭は黒） / 称号：豪胆王】
軍事国家フェリアの西の王。褐色肌の男で、左目に眼帯をしている。一国の王にもかかわらず、勝手に国を抜け出して旅に出たりするなどかなり適当な性格で、周りからは「ぼんくら」呼ばわりされているが、武人としては相当な実力者で人望も厚い。闘技場大会後フラヴィアと共にクロムの後見役となる。
最初の時間軸（絶望の未来へと続く歴史）ではヴァルハルトと対決して戦死しており、ヴァルハルトの部隊の足止めへと向かう際ルキナに止められるがそのまま出撃、フラヴィアの補助もあって善戦するも敗れ、密かに隠し持っていた「緋炎」をフラヴィアに託す。その後は未来と同じく戦死したとされていたが、「ヴァルハルトと戦えば死ぬ」ことを逆手に取って逃亡し、九死に一生を得る。さらに死んだと思わせることでギムレー教団の目から逃れ、宝玉を偽物とすり替えてマイユニットの暴走とクロムの死を防ぎ、未来を変える切っ掛けを作るなど、重大な役目を果たした。
夢は「次の大会で勝って国王の実権を取り戻す」こと。平時は薪にするため木を切りにいっている。
マイユニットが女で結婚した場合はマーク男の父親になる。
クラシックモードで倒されても離脱扱いになるだけで死亡しないユニットの一人。
公式人気投票では、男性キャラ22位となった。
フラヴィア (Flavia)
声：田中敦子
【世代：- / 初期兵種：勇者 / 軍の中で一番：腕立て伏せが好き / 誕生日：10月28日 / 髪色：クリーム色 / 称号：女傑王】
軍事国家フェリアの東の王。褐色肌の女性で、男勝りな性格。政治よりも戦が好きで、西の王のバジーリオとはライバルかつ親友の間柄である。元々は一介の兵士であったが、数年前に先王に勝利して東の王となった。
闘技大会で自分が派遣したクロムが、バジーリオが派遣したマルスに勝利したため東西の王となり、その見返りとしてクロムのバックアップに当たる。
マイユニットとの支援会話ではその人柄と腕前を見込み、天涯孤独の身上も慮ってフェリアの次期軍師としてスカウトする。最終的には男の場合はクロムとの絆を尊重して身を引くが、女だった場合は続けざまに妹同然の養子として自分の家族にも迎えたいという意味の主語を省いてストレートに「愛しているからね」と付け加えたことで、違う意味と誤解され逃げられてしまう。
夢は「来年も大会で勝ち王を続ける」こと。平時は国にいた頃からの習慣である訓練に励んでいる。
マイユニットが男で結婚した場合は子供に娘のマーク女を授かる。
クラシックモードで倒されても離脱扱いになるだけで死亡しないユニットの一人。
公式人気投票では、女性キャラ25位となった。
ロンクー (Ronkuu / Lon'qu / Lon'zu)
声：子安武人
【世代：親 / 初期兵種：剣士 / 軍の中で一番：野菜の皮むきが上手 / 誕生日：10月10日 / 髪色：黒 / 称号：女嫌いの剣士】
孤高の剣士。バジーリオの片腕で次期後継者として期待されている。バジーリオの命令でクロム達に同行するようになった。元々闘技大会で西の代表として出る予定だったが、突如現れたマルスに敗れ、代表の座を譲り渡すことになった。
かつてヴァルム大陸にあったソンシン国の出身で、育ちは幼少期に暮らしていたフェリアの貧民街。そこにケリーという仲の良い少女がいたが、賊に襲われた際ロンクーを庇って命を落とし、そのトラウマから女性が苦手になった。なお、劇中で正体を明かしていなかった頃のマルスに対しても拒絶反応を見せている。
夢は「剣の道を極める」こと。平時は剣の練習をしている。
ドラマCDシリーズでは「一触即発のイーリス・ロマンス」に出演している。
公式人気投票では、男性キャラ5位となった。
ジョージ、ハンサム
西フェリアを縄張りに行商人や村を襲う山賊一味の頭領だったバーサーカー兄弟（ジョージが兄でハンサムが弟）。日本国外版名はVincentとVictor（左に同じ）。兄弟愛が異常に強い、今作におけるシリーズ恒例の「双子の賊」。コミカルでとぼけた喋りも健在で「まるで僕たちに襲われるために作られたような村だね」「あれはどう見ても誘っているね」などの迷言を残す。ジョージはガーデニングが大好きで、ハンサムはお金持ち。今作ではシリーズ初となる同時出撃しない展開になっており、外伝2章でハンサム、外伝4章でジョージと戦う。またいつでも行くことができる外伝で登場するため順番も任意、どちらを先に攻略するかでセリフが少し変わってくる。有料DLCにも何度か登場、異世界ではアメリカンジョーク的なやり取りを行うだけだったり善良な住人だったりするため、やたら仲良しなのは本編同様だがそちらでは戦闘にならないばかりかフレンドリーに接してくる。
ライミ (Raimi)
声：神田みか
フェリアとイーリスの国境の長城を守っていた女隊長のアーマーナイト（カラーは緑青色×灰色）。イーリスの名を騙るペレジアの賊を警戒しており、クロムらを訝しく思って攻撃を仕掛ける。戦いによって相手を見極める、というのが信条。生真面目な性格で融通が利かないとも言えるが、イーリス軍と交戦後は本来の礼儀正しさを取り戻し、フェリア王都への案内を買って出た。

### ペレジア王国
ギャンレル (Gangrel)
声：坂巻学
【世代：- / 初期兵種：トリックスター / 軍の中で一番：高いところが怖い / 誕生日：3月16日 / 髪色：小豆色 / 称号：ペレジアの暗愚王】
ペレジアの国王。粗暴且つ残酷な性格で戦を好み、他人を欺き陥れることに至上の喜びを覚える。貧民街出身で、母は奴隷に落ちた元貴族。その母は病と貧困が原因で亡くなっている。
「聖戦」の報復として聖王エメリナを捕らえて自殺に追い込むことに成功するが、最期まで平和を守り抜こうとしたエメリナに心を動かされた民から見放され孤立した挙げ句、イーリス・フェリア連合軍に敗れ去った。
11章で倒され死んだものと認知されていたが人知れず生き延びており、終章直前に解放される配信マップにて再登場する。東の大陸最南西に位置する離島の最南西にある「大海賊の城」をアジトとし“南海の王”の異名を持つ海賊団の頭、バーサーカーのザッハ（日本国外版名はZanth）から「クズ野郎」と罵倒される手下の一人にまで落ちこぼれており、地位も財産も失い自分でも救いようのないろくでなしであると考え腐っていたが、クロムから「俺はお前を許さない。だが、どうせ死んだ身と割り切っているなら、世界を救うためにギムレーと戦って死ね」と諭され、3回目の説得で仲間になる。
夢と平時に何をしているかを尋ねると、前者は「そんなもんねぇよ。見たっていつか裏切られるんだ」、後者は「俺の自由だろ。詮索すんじゃねぇよ」と答える。
最終決戦後は諸説あるも、生存していたとしても数年で死亡したと伝えられる。
マイユニット男との支援会話では、ヴァルム帝国の脅威をクロム達がヴィオールから知らされるよりも以前の早期から認識し、自分はギムレー信者ではなかったがインバースの洗脳宗教と自分の恐怖政治を飴と鞭に例え、東の大陸全てを征服するという形で統一してヴァルム帝国に対抗するつもりだったと明かす。女の場合は敵対していた頃から上玉の異性として興味があったと告げ、再び自分がペレジアの王になった時の軍師としてスカウトしつつ「大した女」「本当に良い女」「相変わらず良い女」などと褒め殺し、生まれて初めて花束を贈るなど積極的なアプローチを仕掛け、結婚した場合はマーク男の父親となる。
公式人気投票では、男性キャラ19位となった。
インバース (Inverse)
声：たなか久美
【世代：- / 初期兵種：ダークペガサス / 軍の中で一番：水浴びの時間が長い / 誕生日：11月3日 / 髪色：胡粉色 / 称号：暗闇の遊女】
ギムレー教団に所属するギャンレルの部下。日本国外版名はAversa。
間延びした口調やなまめかしい肢体の所作などが特徴で、男を破滅に導くのが得意の魔性の女と称される。年齢はクロムより8歳上。
最初の歴史（断章から絶望の未来へと続く時間軸）には存在しておらず、新たなる歴史（ゲーム本篇の時間軸）においてファウダーが目をかけて側近とした。そのため真の主として忠誠を誓っているのはファウダーであり、ギャンレルやエクセライに「炎の台座」を奪うよう進言するなど、影でギムレー復活のために暗躍していた。ファウダーの実子であるマイユニットのことは兄妹（姉妹）としての感情や立場上の敵愾心などが入り混じった複雑な心境を抱いている。
準固有スキルの「暗闇の加護」を有しているため、ダークペガサス兵種でありながら闇魔法が使用可能である他、究極のダークマージ系専用魔法「ゲーティア」の使い手でもある。「インバースの暗闇」という闇魔法名にも採用されている。
25章で倒されたが戦死はしておらず、直後に解放される配信マップにて再登場する。ヴァルム大陸中央最西端にある「真実の泉」に訪れたマイユニット達の前に現れ、出撃メンバーと全く同じクラス・スキルなどで構成される敵集団との戦闘に中立ユニットのまま参戦しクロム達に加勢する。
戦闘終了後、絶叫するほどのショックを伴いながら「記憶が戻った」と告げ、自分が本来はただの町娘であったこと、ファウダーに感じていた恩義は全て彼の洗脳によるもの、両親を含めた自分を知る者達は全てそのファウダーに殺されたことを語った。しかし、仇のファウダーはすでにクロム達によって討たれていたこともあり、ギムレーを倒す決意と共にクロム達の仲間になる。しかし敵だった頃を鑑み交流には一定の距離を置くが、性格や性癖は洗脳されていた頃とほぼ同じで悲壮感もあまり見られず、基本的にノリは軽い。マイユニットからは男女問わず歳の差から「おばちゃん」「おばさん」呼ばわりされ、女の場合はさらに軍師の座を争って喧嘩にまで発展する。また、血縁では無いと判明はしたが、男とは冗談込みで兄妹関係を続けていく（後述）。
かつての夢はファウダーに仕えることだったが、記憶を取り戻した現在は「過去の償いをする」こと。平時は戦闘で汗ばんだ身体を洗うため近くの湖に水浴びをしに行っている。
最終決戦後は生まれ故郷に戻り、失った過去を取り戻すかのように町娘として暮らしたと伝えられる。
マイユニットが男で結婚する際には、敵だった頃から異性としても気になっていたことを明かして兄妹ごっこも終了を宣言、特別な想いを込めていなかった会話を勝手にプロポーズと受け取りつつ「私、こう見えて意外と尽くすタイプなのよ」と述べて成立し、子供に娘のマーク女を授かる。
有料DLCの異伝シナリオに登場するインバースは名前と姿が同じというだけの別人という設定になっている。
公式人気投票では、女性キャラ20位となった。
ファウダー (Fauder)
声：子安武人
邪竜ギムレーを心から崇拝するギムレー教団の教主で、強力な闇魔法「魔書ギムレー」を使うソーサラー。日本国外版名はValidar。
代々ギムレーの血を引く家系の出身で、邪竜ギムレー復活のために生贄などを捧げ力を蓄えてきた。ギムレー復活のための器はギムレーの血を引くのと同時に天性の素養が必要であるが、ファウダー自身も祖先もその素養はなかった。教団の女性との間に授かった子が待望のギムレーの器と判明したが、その妻が教団を裏切り赤ん坊を連れて逃亡してしまう。そうして成長したのがファウダーの実子・マイユニットである。
絶望の未来に至る歴史では、クロムとマイユニットに倒された直後に竜の祭壇（炎の台座）の力の恩恵を受けて復活、マイユニットを操ってクロムを殺害し、マイユニットを邪竜ギムレーとして覚醒させた。その後は力尽きたのか、詳しい顛末は不明のまま絶望の未来の後年（子世代が戦っている頃）には登場しなくなった。
新たなる歴史（ゲーム本篇の時間軸）では、絶望の未来の歴史では存在していないインバースを従えている。ペレジアでギャンレルの側近を務めさせつつ、自身はイーリス城に夜襲をしかけエメリナの暗殺と「炎の台座」を奪取しようとするが、ルキナの介入で失敗し返り討ちにされる。そのまま生死の境を彷徨っていたが、未来から転移してきたギムレーの加護を受けて一命をとりとめ、以降は歴史の裏側で暗躍する。エメリナの顛末が自己犠牲へと変わるなど多少のイレギュラーはあったがペレジアの新国王となって幾度かマイユニットを操ることを試みつつ、最終的には断章と同じ舞台を整えることに成功する。しかし、マイユニットとバジーリオの策によって宝玉が偽物とすり替えられていたため、マイユニットを完全に操ることができず、クロム殺害とギムレー覚醒に失敗。クロム達に敗れ死亡した。
最高司祭 / ギムレー
ファウダーがペレジアの新たな国王になった12章以降（2年後の世界）から登場する、マイユニットと全く同じ姿かつ名前で呼ばれる謎の人物。その正体は、最初の時間軸（エメリナが暗殺され断章から絶望の未来へと続く歴史）においてクロムを殺害した「裏切り者のマイユニット（以下、混同を避ける意でルフレと記す）」であり、破滅と絶望の邪竜ギムレーの人間体（精神、半身）とでもいうべきもの。
本作のラストボス。日本国外版名はGrima。
人間を「虫けら」と見下し、絶大な力によって世界に絶望をもたらしたが、その歴史を変えるために過去への時間転移を始めたルキナ達の後を追って自らも転移した結果、邪竜の力の大半を失ってしまうと共に魂の一部が分離してしまい、クロムと出会い仲間として取り入るはずだった自分が「記憶を失ったルフレ」に入れ変わってしまうという事態が起こってしまう。
そのルフレの指揮やルキナの介入によってエメリナの暗殺が防がれたことで、このままでは歴史が最初の時間軸ではなく新たな時間軸（＝ゲーム本篇での歴史）で進んでいってしまうと思慮したギムレーは、戦いに敗れ半死半生となっていたファウダーの前に現れて力を与えて暗躍を務めさせ、最終的にはルフレとの融合も果たして完全な復活を目論むようになる。
しかし、ルフレには絶望の未来へと続く時間軸の記憶がおぼろげながら残っていたために近い将来（断章）での最悪の事態を予見することができ、仲間にも教えていなかった秘策で保険をかけていたことでクロム殺害は避けられファウダーも倒されてしまう。その後は、ファウダーが残していた竜の祭壇の力によって邪竜の姿を取り戻し、最後の戦いを繰り広げる。
有料DLCの「絶望の未来」ではマイユニットの姿でイーリス城に侵入し、ルキナを殺そうとするもチキの妨害に遭い失敗する。その後はルキナと、無事に城に戻って来たセレナ、ジェローム、ロランの前に現れ彼らを追い詰め、異界から駆けつけて来たクロムたちと戦いを繰り広げる。
『ファイアーエムブレム ヒーローズ』ではルフレ名義の派生バージョンキャラという形で、男女別共に竜ユニットとして登場している。
サーリャ (Sallya)
声：阿久津加菜
【世代：親 / 初期兵種：ダークマージ / 軍の中で一番：スタイルが良い / 誕生日：4月2日 / 髪色：紫がかった黒 / 称号：物陰の闇使い】
ペレジア王国の呪術師。一人称は「私」で、陰気で執念深い性格。日本国外版名はTharja。
ギャンレルを王と認めておらず、ナーガとギムレーの因縁に縛られ自らの意志を見失っているペレジアの民にも嫌気がさし、クロムの説得でイーリス軍に寝返る。
へその緒を切るにも呪術を施されるほどの呪術師の家系に生まれ、幼き頃より修行させられてきたという過去を持つが、家族仲は良好で近況報告など手紙のやり取りもしている。
性別に関係なくマイユニットのことを「私が本当に求めていた人」とも称して一目ぼれし、以降は場所も昼夜も伴侶の有無も問わずに妄想とストーキング行為に勤しむようになる。自分に目を向けてもらうためならばあらゆる努力を惜しまず、邪魔者やマイユニットに危害を加える可能性のある者は味方ですら容赦しない。軍一というグラマーな身体はマイユニット曰く「目のやり場に困るほど肉感的」、アンナ曰く「思っていた以上」とのこと。
とはいえ他者に対する情に深い面も持っており、頼まれごとや相談に労力を割くことも間々ある。多少医術の知識もあり外傷を手当てする程度は出来るが、発熱の看病にはおまじないも用いていた。
夢を尋ねられると「自分は明るくないし上機嫌になる夢も無い」と答える。平時はおまじないをして過ごしている。趣味は呪いの研究。
結婚した場合は子供に娘のノワールを授かるが、呪術は危険が伴うものでもあるため未来のサーリャは親心でノワールには一切教えず（ただし夫が健在だった頃から新しい呪いの人体実験に利用してはいた）、後にウェディングリングと共に形見の品となる “心を強くするお守り（呪術込）” を作って渡した。そのノワール曰く夫婦仲はかかあ天下で、口答えする度に返り討ちにしていた。
有料DLCの「絆の夏」ではティアモと共に赤いビキニの水着姿を披露している。
ドラマCDシリーズでは「一触即発のイーリス・ロマンス」に出演しており、ガールズ・トークでは男性陣の批評を担当していた。戦闘シーンでは炎魔法「エルファイアー」を使用。
公式人気投票では、女性キャラ3位となった。

ヘンリー (Henri / Henry)
声：岡村明美
【世代：親 / 初期兵種：ダークマージ / 軍の中で一番：低血圧 / 誕生日：11月13日 / 髪色：胡粉色 / 称号：壊れた心の】
ペレジア王国の呪術師。屍兵に襲われているクロム達の前に、鴉の大群と共にいきなり現れ仲間になった。
常に笑顔を浮かべた無邪気で素直な少年だが、呪術師としてはペレジアでも指折りの実力を持ち、サーリャにその名を知られていたほど。呪詛返しが得意で支援会話シーンでは様々な呪いを披露する。無垢で明るい性格をしているが、「戦争が大好き」と語る他、敵対する者に命を奪う、深い苦しみを与えるといった凶悪な呪いをかけることに一切躊躇しない残酷さを持つ。本人曰く過去ギャンレルの部下だった頃は戦闘にあまり出させてくれなかったとのこと。
親の愛情を受けず放置され、代わりに森の獣達と過ごした時期があり、その経緯から動植物と意思疎通が可能。しかし親代わりであった狼を人間に殺された他、入れられた施設で日常的に虐待を受けたことから、人間味のある感情と死生観の欠落を引き起こし、痛覚も鈍くなってしまっている。それが原因で感情表現がうまくできず、普段は常に笑っている。しかし倒れた味方を前に取り乱したり、人間味が完全になくなったわけではない。
夢は「苦しまずに死ぬ」こと。平時は空が飛べるかもと考えカラスの羽を集めて回っている。
ドラマCDシリーズでは「不撓不屈のペレジア・ストーム」にペレジア軍小隊の一兵として出演している。ゲーム本篇より先んじての登場で、クロム達を逃がすため奇襲してきたマルスに興味を持ち、仲間割れの方が面白そうだからと闇魔法「ルイン」と「スライム」で自軍を攻撃し加勢。予言やテレパシーなどの呪術も使ってクロム達の窮地を間接的に救うことになったが、最終的には同行したマルス以外とは面識のないまま新たな戦乱の場所を求めて立ち去った。
公式人気投票では、男性キャラ7位となった。
ゲリバ
声：ふくまつ進紗
イーリスに無断で侵入し、領内の村々を荒らす山賊団首領の蛮族。日本国外版名はGarrick。「逆らう奴は皆殺し」など過激な発言が多い。イーリスとペレジアの確執を深めるという陰謀のために利用されていた一人。
アーリオ
イーリスとの国境を守っていたペレジア将のドラゴンナイト。「残忍な戦闘狂」との肩書き通り、手当たり次第に敵兵を殺そうとする。戦争が始まったことを喜んでおり、軍事力の低いイーリスには負けない、という絶対的な自信を持っていた様子。
オーリオ
逃亡するエメリナ一行を追撃するため、足場の悪い旧街道でドラゴンナイトの大軍を率いてイーリス軍を襲ったペレジア将のドラゴンナイト。ペレジアに寝返ったはずの執政官を惨殺したり、エメリナを臆病者呼ばわりして挑発するなど、粗暴な態度が目立つ。イーリス人を倒すというペレジアの悲願を、自らの手で成し遂げようとしている。彼に与えられた役割は寝返った執政官の始末とイーリス国の主力である自警団の足止めであり、撃破した際には捨て台詞を遺す。劇中でもよく笑っているが、ヘンリーによるとすごくおしゃべりでよく笑い、母親は編み物が上手だと自慢していたとのこと。
シャラール
ギムレー教団のダークマージ。教団からの脱走者を追跡していたが、道中で不運にもイーリス軍と出会ってしまい、結果的には逃げ切られることになる。「ひゃひゃひゃ」という笑い方が特徴。狂信的なギムレー教の信者で、自分の命を邪竜の供物に捧げようとさえしていた。
ポモドーロ
エメリナの処刑を執行するため、処刑場の入口をイーリス軍の攻撃から守っていたペレジア将のジェネラル。頑固で意志の固い性格ゆえに、イーリスへの憎しみも人一倍強く持っている様子。
ムスタファー
ペレジア領内から脱出しようとするイーリス軍追撃部隊のバーサーカー将軍。好戦的な兵が揃う他のペレジア軍の将とは違ってイーリスに同情的であり、エメリナの死に様に感銘を隠せない様子だった。自身は戦いを望んでいないが、逆らえば故郷の妻子が見せしめになるという理由もあり、イーリス軍と戦い散った。死の間際にイーリス軍に部下の助命を要求する。家族思いだったらしく、息子に似ているヘンリーに会う度に砂糖菓子をあげていたとのこと。父はペレジアの将軍であったが、前イーリス軍との戦いで戦死している。
アルゴル
ペレジア城から逃走するイーリス軍を待ち構えていた、ファウダー配下の不気味なバーサーカー。魔法の斧「ボルトアクス」を操る異端の司祭。有料DLCの「生と死の境に」にも登場するが、本篇とは別の存在で邪教の信徒。数え切れないほど村を襲っては罪なき村人を虐殺し、戦える者を捕えては教団の暗殺者にするための屍兵に作り替えていた。そして、生きているうちから命令に逆らわないように仕込んだことで、人の命令を受け付けるようになった最高傑作の屍兵（凶眼の屍兵将）を完成させた。

### ヴァルム帝国
ヴァルハルト (Valhalt)
声：楠見尚己
【世代：- / 初期兵種：オーバーロード / 軍の中で一番：菜食主義 / 誕生日：9月14日 / 髪色：白 / 称号：ヴァルムの覇王】
ヴァルム帝国の皇帝。日本国外版名はWalhart。
元々は小国の王だったが、ヴァルム大陸の諸国を武力で圧倒し一気に勢力を拡大した覇王。厳格な性格で圧倒的な力で全てを統率する「覇道」を持論とし、敗北と撤退を嫌い己に抵抗する者は完全に力でねじ伏せる主義だが、その武勇、威風堂々とした気質から彼を慕うものは多い。一国を束ねるだけのカリスマがあり、クロムも同調こそしないがその迷いのない生き方に男として理解を示していた。己が「覇道」こそ正しいと信じて疑わないが、同時に自らの生き方に迷いを出さない者は考えが違っても否定しない。実はクロムたちよりも先にギムレー復活の気配を認識していたが、復活を止めるのではなく、復活したギムレーを倒すつもりであった。
相手に与えたダメージの半分を還元する剣「太陽」と、高威力の斧「ヴォルフベルグ」を得物とする。
20章で倒された後に人知れず甦っており、終章直前に解放される配信マップにて再登場する。クロムとの再戦を果たすべくヴァルム城の直上にある「覇王の修練場」にて屍兵を相手にしていたところに当人が現れたため絶好の機会を得るが、再びクロムに敗れた後に「覇道」での平和論を完全否定され、仲間と共に築いていくというクロムの「王道」を見届けるべく一行に加わる。『ファイアーエムブレム外伝』のアルムとセリカの子孫。
マイユニットが女で結婚した場合はマーク男の父親となる。
公式人気投票では、男性キャラ16位となった。
エクセライ
声：松本忍
ヴァルム帝国のオカマ口調の賢者。軍師を務めており卑怯で狡賢く、相手を操り自らの手を汚さずに目的を遂げる卑劣な手段が得意。実はインバースによるスパイで、「炎の台座」と宝玉とを引き替えにペレジアの王となる取引を交わしていた。それ故帝国に忠誠は一切なかったが、その真意も企みもヴァルハルトには見抜かれていた。ただ、ヴァルハルトは、彼なりに信念を持って迷い無く行動していると見做していたため、あえて泳がせていた。
終盤、自身の策が仇となり、騙してきた兵に囲まれ逃走を目論むも、ヴァルハルトに敵前逃亡を許されず結局自ら戦場に出ることとなる。他人を掌で踊らすことが得意な彼だが、彼もまたインバースの手駒に過ぎなかった。
セルバンテス (Celvantes)
ヴァルム帝国の将軍。にぎやかな性格の男性ジェネラルで、初陣以来一度も剃ったことのない髭には自分が一度も敗北したことのない無敗の証として強いこだわりを持っており、手入れを欠かさない。かつては一国一城の主となることを夢見ていたが、自身を遙かに上回るヴァルハルトの器の大きさに心酔し部下となった。ヴァルハルトの生き様に惚れ込んだ人物の一人で、ヴァルハルトに仕えていることを至上の喜びとしている。
フェルス
ヴァルム帝国の指揮官。ヴァルム帝国の重要な拠点の一つを任されているヴァルキュリア。エクセライの卑劣な謀略に悲嘆するなど戦場での戦いに誇りを持っている。かつてはナーガや大地母神の信者であり、エメリナに会ったこともある。ヴァルハルトの強い意志の力に心を動かされ、彼を慕情するようになった。
ドルヒ
フェリアの西の港に軍艦を率いて現れたヴァルム帝国尖兵の将の男性パラディン。選民思想の持ち主で、ヴァルム帝国こそ世界の支配者と考えており、イーリス大陸の国々を弱小国の集合と見下す。騎馬隊を中心とする強力な軍事力を見せつけ、フェリアやイーリスに降伏を要求する。
ブラーゼ
ヴァルム軍艦隊を率いていた将の男性ジェネラル。少数の兵で迎え撃つイーリス軍を賞賛すると同時に侮っていたが、兵の多さが仇となりマイユニットの策で船団を壊滅させられる。
ハーフェン
ヴァルム港でサイリを追跡していた部隊の将の男性ダークナイト。ヴァルハルトに絶対の忠誠を誓っており、ヴァルハルトに逆らう者を敵対視している。

### ソンシン国
サイリ (Sayri / Say'ri)
声：吉田聖子
【世代：- / 初期兵種：ソードマスター / 軍の中で一番：素潜りが上手 / 誕生日：1月11日 / 髪色：] / 称号：剣姫】
ヴァルム大陸にある小国ソンシンの元王女。侍のような姿をしており、ソンシン以外の他国の文化とは異なる、凛とした古風な独特の雰囲気を持つ。
ヴァルム帝国に抗う解放軍のリーダーとして、クロム達と共に戦う。兄レンハが自分の命のために帝国に与していることを知らず敵対視しているが、兄を倒した後にエクセライによって真相を知る。そのことに苦悩しつつも、クロムたちと共に改めてヴァルハルトを討つことを決意した。
下着は晒と褌を着用しているが異国の下着を知らない訳ではなく、初めて見て珍しがったマイユニット女に文化の違いを説明してあげた。ただしパンやチーズは仲間になってから生まれて初めて口にした。
夢は「祖国を復興させる」こと。平時は恩返しのため雑務の手伝いをしている。
マイユニットが男で結婚した場合は子供に娘のマーク女を授かる。
クラシックモードで倒されても離脱扱いになるだけで死亡しないユニットの一人。「絶望の未来」の時間軸ではレンハが生き残りサイリが戦死していることになっている。
公式人気投票では、女性キャラ17位となった。
レンハ (Lenha)
声：浜田賢二
【世代：- / 初期兵種：ソードマスター / 軍の中で一番：暑さに強い / 誕生日：7月23日 / 髪色：胡粉色 / 称号：剣聖】
ソンシン元国王。古風で真面目な性格。剣聖の異名を持ち、実力はヴァルハルトと互角といわれている男。日本国外版名はYen'fay。
ヴァルム側についているため、解放軍の一員である妹のサイリとは敵対している。遠距離攻撃も可能な七支刀「アマツ」を得物とし、「ドーマ（邪神）の臓物」と呼ばれる火山地帯の溶岩洞窟でサイリ達イーリス聖王国軍と対峙するも、真意を語らず戦死。その後、実はサイリの命を盾にエクセライに脅され、不本意ながらヴァルム帝国に与していたことが判明した。
上述の18章でこの世を去ったが、終章直前に解放される配信マップにて再登場する。レンハを見たという目撃情報を基にヴァルム大陸最南西にありソンシン国ゆかりの地とされる遺跡「剣の墓」に訪れたところ、レンハが屍兵将のソードマスター率いる軍勢相手に孤軍奮闘しているのを見つけたため、サイリで説得すると仲間になる。
しかし、このレンハは偶然が重なって絶望の未来から転移してきた「未来のレンハ」で、現代（ゲーム本篇の歴史）とは逆で妹のサイリを守れずに生き残ってしまったことの後悔を引きずっていたが、犠牲になる思いやりよりも生きていて欲しかったというサイリの言葉で立場は逆だが同じ気持ちだと気付き、当初は剣を託すつもりだったが考えを改め、お互い奇妙な別人ではあるが今度こそ生きて守り抜くと誓った。
趣味は座禅。
マイユニットが女で結婚した場合はマーク男の父親になる。
公式人気投票では、男性キャラ26位となった。

### その他（ヴァルム）
ヴィオール (Viaur)
声：小上裕通
【世代：親 / 初期兵種：アーチャー / 軍の中で一番：よく鏡の前にいる / 誕生日：12月10日 / 髪色：空色 / 称号：貴族的な弓使い】
何事も「貴族的に」と称して華麗かつ優雅な振る舞いをする癖がある弓使い。日本国外版名はVirion。
一人称は「私」。行く宛てもなく彷徨っていた頃、クロムを探していた自警団の一員のソワレと出会い、そのままなし崩し的に仲間入りする。
女性への求婚や語り合いをするのが日課かつ道楽であるため「女たらしの優男」との評判が立ってしまうが、兵棋演習でマイユニットに20連勝するという軍略を見せるなど、フレデリク曰くなかなか底の知れない切れ者。自警団内では自らを客将の扱いと称している。
その正体は12章で明かされ、元々はヴァルム大陸（西の大陸）のロザンヌ地方をヴィオール領として治めていた公爵であり、ヴァルム帝国からの侵略に際し自らが投降することで領民の安全を保障してもらおうとしていたが領民が徹底抗戦の構えを見せたため、無益な争いを避けるために敢えて汚名を被る覚悟で「領地を見捨てて東の大陸に逃亡した公爵」を演じるという、民を思えばこその選択だった。一方では従者のセルジュを残して帝国の動向を探らせてもいたが、主従関係は（冗談も含めて）逆転しており完全に尻に敷かれている。
両親は健在であり、伝書鳩で手紙のやり取りもしている。懐にはイーリスで名門貴族と知られるクレーヴ家の息女から貰った紋章入りの短剣を所持している。
夢を尋ねられると「誰もが羨むような優雅な一生を過ごすことだよ…ふふん。」と答える。平時は野営地周辺で摘んだ野生ハーブを自分でハーブティに加工して、「優雅なティータイム」を満喫している。
最終決戦後はロザンヌに戻り、領民からの誹謗中傷を甘んじて受けながら再び領主として生涯を民に捧げたと伝えられる。
親世代の男性陣の中では、フレデリクと共にクラシックモードで敗北しても離脱で済み死亡しないユニットの一人。
ドラマCDシリーズでは「不撓不屈のペレジア・ストーム」に出演している。
公式人気投票では、男性キャラ8位となった。
セルジュ (Serge)
声：阿久津加菜
【世代：親 / 初期兵種：ドラゴンナイト / 軍の中で一番：怒らせると怖い / 誕生日：10月17日 / 髪色：ピンク / 称号：竜好きの竜騎士】
背中が大きく開いた鎧をまとったヴィオール家の騎士兼家事使用人。日本国外版名は北米・豪州や欧州の英版などがCherche、欧州の伊・独・仏版などがZelcher。
主が逃亡した後も一人ヴァルム帝国の動向を捉えるため領地に残っていたが、侵攻の激化に伴いヴィオールが身を寄せていたフェリア連合王国に逃れて合流した。
おっとりした性格かつ家庭的で家事全般が得意だが、怒った時や自身の婚期に関する話題が出ると凄みの怒気を笑顔で放つ。ヴィオールとの主従関係は（冗談込みで）逆転しているが信頼関係は厚い。美意識が仲間達のそれとは異なっており、昆虫、武器屋の中年の親父、屍兵などを「可愛い」と言う。
飛竜のミネルヴァとの出会いは、シスターを修業していた9歳の頃に冒険気分で行った飛竜の谷で、弱っていたミネルヴァを持っていた杖で頭を殴って屈服させそのまま家まで乗せてもらったことが縁。なお、その際に頭をブレスで焦がされており、少し禿げがある。ミネルヴァはかなり凶暴だが、彼女曰く「これ以上可愛い子はいない」と家族同様に可愛がっている。
夢は「ミネルヴァの子供を見ること」で、お見合いをいくつかこなしているが全てミネルヴァが台無しにして失敗している。平時は仲間の衣服の洗濯や裁縫をしてあげている。
結婚した場合は子供に息子のジェロームを授かり、ミネルヴァを形見として受け継いでいる。
公式人気投票では、女性キャラ5位となった。
チキ (Tiki)
声：大谷育江
【世代：- / 初期兵種：マムクート / 軍の中で一番：寝起きが悪い / 誕生日：2月28日 / 髪色：若葉色 / 称号：神竜の巫女】
古の時代から生きている神竜族の末裔で、神竜信仰が盛んなヴァルム大陸で「神竜の巫女」として祀られている。年齢は3000歳で落ち着いた性格をしているが、ごくまれに幼い少女のような一面を覗かせる。親しい者との数多くの別れを経験しながら悠久の時を生きてきたため、その原因となる己の力を嫌い、現在は戦う力を失っている。
イーリス王家に伝えられていた「炎の台座」の真実を知っており、ギムレーの復活が近いことを告げる。そしてクロムに台座を「炎の紋章」として復活させ、「覚醒の儀」を行うように願い、彼に「蒼炎」の宝玉を託した。後に外伝をクリアすると力を取り戻し自軍入りする。英雄王マルスとは友達であり、支援会話では「英雄王マルスをお兄ちゃんと呼んでいた」と明かす。また、『暗黒竜』『紋章の謎』に関することを話したり、DLCでは『紋章の謎』のチキを「幼き日の私」と呼ぶなど、過去作のチキと同一人物と思われる描写が度々ある。また、マイユニットのことを「マルスに似ている」と語り、マルスの子孫であるクロムはどちらかというとマルスの先祖にあたる、『暗黒竜』『紋章の謎』よりも1000年前（チキが生まれた時代）の人物の方に似ているとのこと。
夢は「沢山の人と友達になる」こと。
マイユニットが男で結婚した場合は子供に娘のマーク女を授かる。
有料DLCの「絶望の未来」ではすでにルキナ達と顔見知りで、ルキナと同じく絶望の未来における人々の希望であったが、イーリス城内に侵入したギムレーからルキナを庇って死亡してしまう。しかしギムレーの中に眠るルフレによって魂を救われ、ギムレーに殺されていた異界のナーガに代わって覚醒の義を執り行った。世界が救われたことを見届けた後は、新たな神竜ナーガとして世界を見守っていくと告げ、ルキナ達と別れ去って行った。
公式人気投票では、女性キャラ6位となった。

### その他（国籍不定）
ベルベット (Velvet)
声：増田ゆき
【世代：親 / 初期兵種：タグエル / 軍の中で一番：食べるのが早い / 誕生日：11月18日 / 髪色：黒 / 称号：誇り高きタグエル】
獣戦士のタグエル族の末裔で、マムクートなどの同サイズのウサギ（厳密にはウサギに似ている別種の生物）に変身する女性。日本国外版名は北米・豪州や欧州の英版などがPanne、欧州の伊・独・仏版などがPalne。
かつては同胞たちと共に隠れ里に住んでいたが、人間達に故郷を襲撃され唯一生き残り国を持たない孤高の戦士となった。普段は人間体で生活しているが、尻尾や体毛を完全に隠すには至っておらず手首など身体の所々に露出している。長い耳は垂らして三つ編みを巻き付けヘアスタイルと一体化させている。
祖先が初代聖王に受けた恩義を返すために暗殺者に襲われたエメリナを助けに城に潜入したが、人間そのものに対する不信感は残っており、長老であった母親から全ての人間を憎んではいけないとの遺言も受けているため、複雑な心境を抱いている。
クールかつ気丈な性格で自分から人間達の輪に入ろうとはしないが、仲間の苦労や行動をすぐに見分け心配してくれたり、仲間が馬鹿にされた時などその相手に問い詰めたり、仲間思いの優しさも持つ。また、仲間受けが良かったことから時々語尾に「ピョン」をつけて喋ってもいる。
食べ物では芋が苦手だがニンジンは大好物で、マイユニットとの支援会話では失敗してしまったニンジン入りの鍋料理が仲間から「鋼の味がする」「この世の物とは思えない」と酷評されたのに対し、「こんなに美味しいのに」と不思議がった（ただし成功していた前回の料理と「同じ味がするのに」とも述べており、味覚それ自体がズレているらしい）。
タグエル族についてはウサギ限定という訳ではなくネコや鳥類などの一族も存在したが、ベルベットはウサギが一番（可愛い）だと思っている。聴力が非常に優れており向かい合ったままで相手の心音が聴こえるため、鼓動の速さでストレスや緊張具合を察して本音と建前や嘘を看破することもある。死生観として魂は神聖なる月に還ると信じており、むやみに直視しないという慣習がある。
夢を尋ねられると「今朝はニンジン畑を荒らす夢を見たわ」と答えてしまい、人間の言葉（日本語）は難しいとぼやく。平時は人気の無い森で休憩している。
最終決戦後は姿を消し、故郷に戻ったなどの複数の諸説が伝えられる。
結婚した場合は子供に息子のシャンブレーを授かる。なお、そのシャンブレーが種の存続について過剰なまでの使命感を抱いて育つのに対し、ベルベットには気負いはなく深く考えてもいなかった。
公式人気投票では、女性キャラ22位となった。
オリヴィエ (Olivie)
声：松嵜麗
【世代：親 / 初期兵種：踊り子 / 軍の中で一番：歌が上手い / 誕生日：8月20日 / 髪色：桜色 / 称号：恥ずかしがり屋の】
各国を旅するキャラバンの踊り子。日本国外版名はOlivia。
恥ずかしがり屋で引っ込み思案だが踊りの才能は天才的で各地にファンがいる。過去にお金持ちに言い寄られているところをバジーリオに救われ、以来フェリアとも懇意になる。ペレジアとの戦いでクロムたちがエメリナとフィレインを失い国をおわれペレジアから逃げる際にバジーリオに協力し馬車を用意し隠れ家にかくまることに成功する。また以前エメリナに優しくしてもらった恩義からクロムたちに協力するようになる。
夢は「恥ずかしがる癖を直し、誰よりも素敵な踊り子になる」ことで、そのために自分の劇場を作る資金を貯めている。
結婚した場合は子供に息子のアズールを授かるが、自身がマリアベルから教わった克服法を伝えた結果、正反対のナンパ師に育つ。クロムと結婚した場合はルキナの母親にもなる。
公式人気投票では、女性キャラ8位となった。
ノノ (Nono)
声：たなか久美
【世代：親 / 初期兵種：マムクート（カラーは緑がかった黄色） / 軍の中で一番：遅くまで寝ている / 誕生日：9月21日 / 髪色：緑がかったクリーム色 / 称号：永遠の幼子】
およそ千年前に生まれたマムクートの少女。日本国外版名はNowi。
ギムレー教団に捕まり生贄にされかかるが、ギムレー教団に雇われていたグレゴによって救い出され、クロム達に保護された。外観通り幼く純粋な性格で、外で遊ぶのが好き。
両親はおらず、元々は隠れ里で少数の同族と共に過ごしていたが、ギムレー復活の気配を感じ取り里を下りてきたところを賊に捕まり、様々な人間に人身売買されるなど、苦労も重ねてきた。綺麗な石を集めて宝物にしているが、投げて失くすことも多い。
夢を尋ねられると「たまには竜以外のネコや鳥類に変身してみたい」と答える。平時は仲間と雑談して過ごしている。
結婚した場合は子供に娘のンンを授かる。
ドラマCDシリーズでは「一触即発のイーリス・ロマンス」に出演しており、ガールズ・トークでは結婚対象としてのロンクーを「（女が苦手な点が）面倒くさいよねー」と称した。
公式人気投票では、女性キャラ10位となった。
グレゴ (Grego)
声：浜田賢二
【世代：親 / 初期兵種：傭兵 / 軍の中で一番：筋肉痛が遅く来る / 誕生日：1月27日 / 髪色：小豆色 / 称号：不敵なる傭兵】
ペレジアのギムレー教団に雇われていた傭兵。日本国外版名はGregor。
傭兵故に基本的には報酬を重んじるものの、義理堅く弱い者を傷つけることを嫌っており、ギムレー教団に生贄にされかけたノノを助けようと教団員を殺害、ノノを逃がしたことで追われる身になる。その後追手と間違い泣きじゃくるノノを追いかけていたところでクロムたちに出会い、以後クロムと契約し雇われる身となる。大人の余裕を見せる気のいい性格だが、顔つきのせいで悪人とよく間違われる。自称「おじさん」ではあるが微妙な年齢で面と向かって「おじさん」と呼ばれるとへこむ。
グレゴは本名ではなく賊に殺害された弟の名前であり、弱者を守ろうとする精神は弟を守れなかった後悔に起因している。かつてはバジーリオと引き分けた唯一の戦士としてフェリアでは有名で、次期国王に推奨されていたこともあるらしい。またセルジュの愛竜ミネルヴァとも過去に関わりがあり、飛龍の谷で飛竜の爪を集める仕事を引き受けた時に、他の傭兵たちが約束を違えて飛竜を次々と殺していく中、他の傭兵たちを敵に回してでも幼いミネルヴァを守り抜いた。
夢は「大金持ちになる」こと。平時は簡単な傭兵業を請けている。
公式人気投票では、男性キャラ11位となった。
アンナ (Anna)
声：世戸さおり
【世代：- / 初期兵種：トリックスター / 軍の中で一番：へそくりが多い / 誕生日：6月11日 / 髪色：小豆色 / 称号：秘密の行商人】
過去作で中断の手続きやチュートリアルなどで顔を出していた人物。当作では武器屋と同種の行商人としてマップ上に登場するだけでなく、外伝マップをすすめていき双子バーサーカーの兄・ジョージ率いる山賊団と戦う同4章をクリアするとシリーズ初となる仲間ユニットとして参戦もする。公式ウェブサイトの「アンナの攻略部屋」や、いつの間に通信で送られてくる「おしらせ」などのナビゲーターも担当しており、広告塔的に多数のメディアに出演している。
根が商売人だけあって明るくて愛想がよくいつもニコニコしているが、かなりの守銭奴でもある。お金と羽振りのいいお客様が大好き。持っている剣の柄頭にはクマの人形をぶら下げている。「アンナの攻略部屋」エピローグではサンダーソードを使用していた。
同じ顔と同じ名前の姉妹が大勢おり、外伝2章の寒村で双子バーサーカーの弟・ハンサムに狙われていたトリックスターのアンナも本項アンナではなく妹の一人であり、当人達はワールドマップ上に出現する行商人（クラスは商人）、外伝や追加マップのNPCを含めて誰が姉で妹なのかを全て把握しており間違えることはないが、クロム達には全く見分けることが出来ない。
リュックサックを背負った行商人のアンナ達の場合は通常価格より値下げされた武器、「天使の羽」や「秘伝の書」などのステータスアップ系アイテム、「チェンジプルフ」「マスタープルフ」といった先の章でしか買えない物などを扱っている時がある。イベント絵にはローブのようなアウターを着ている厚着姿（脱いだ半袖姿もあり）、タオルを肩にかけた見せブラ姿の薄着などがあり、有料DLCの「絆の夏」配信版では劇中と同じ浮き輪を持ったビキニの黄色い水着姿、同「絆の秘湯」版では青いヘアカラーで、上述と同じクマ人形が付いた紐でポニーテールをまとめた浴衣姿だった。
夢は「商売繁盛」。平時はテント内で売り物の整理をしている。
マイユニット女との支援会話では、開発中というのは内緒にして基礎化粧品のモニター（悪く言えば毒見）に利用し、マイユニットの肌には効果抜群だったので自分にも試してみるが体質に合わず副作用が出て、苦い教訓を味わう。
最終決戦後は世界を旅する行商人に戻り、各地で仕入れ値を値切っている姿が目撃されたと伝えられる。
マイユニットが男で結婚した場合は子供に娘のマーク女を授かる。
ドラマCDシリーズでは「一触即発のイーリス・ロマンス」に出演しており、クロムの婚礼特需に便乗して仲間への婚活をからかい半分&多少強引に薦め、ルフレ男を「トライアングルアタック」と称するガールズ・トークの場に連れ出し意中の人（女性）がいるのかを問い詰めるが、質問の意味を取り違えたルフレが「気になる人はクロム…かなぁ」と答えたことで周囲が騒然となる。しかし誤解だったと分かり、騒動もなし崩し的に終わった。
公式人気投票では、女性キャラ13位となった。
パリス (Paris)
声：小野大輔
【世代：- / 初期兵種：勇者 / 軍の中で一番：肉料理が好き / 誕生日：2月9日 / 髪色：青 / 称号：蒼炎の末裔】
かつて異界よりこの世界へとやってきた「蒼炎の勇者」の末裔を名乗る男で、常に強さを追い求める戦いの求道者。日本国外版名はPriam。
終章直前に解放される配信マップにて登場し、蒼炎の勇者の噂を聞きつけたクロムたちの前に姿を現し、行動を共にするに値するか見極めるために勝負を挑む。噂に違わぬ強さとカリスマ性から、各国から猛者たちが彼を目標として集っており、彼の周囲に親衛隊のような軍勢を作り上げている。
無骨で寡黙そうな雰囲気だが、戦いに関連する話題や好物である肉料理の話になると途端に饒舌になり長話を始める。
平時は食料確保のための狩猟に出掛けていることが多い。
マイユニットが女で結婚した場合はマーク男の父親になる。
公式人気投票では、男性キャラ13位となった。

### 絶望の未来
マルス / ルキナ (Marth / Lucina)
声：小林ゆう
【世代：子 / 初期兵種：ロード / 軍の中で一番：笑いのツボがおかしい / 誕生日：4月20日 / 髪色：クロムと同じ / 称号：未来を知る者】
この世に二つとあるはずのないイーリスの国宝ファルシオンを携えているバタフライマスク状の仮面をつけた謎の剣士で、自身を古の英雄王と同名のマルスと名乗る。
屍兵に殺されそうになったリズを助けたことでクロム達と知り合う。その正体は、ギャンレルが王だったペレジアとの戦争終結後に産まれたクロムの娘ルキナの成長した姿で、左目に聖痕を持っておりクロム亡き後ファルシオンを使える唯一の王族でもある。邪竜ギムレーが復活した絶望の未来において自分自身と人々を鼓舞するためにマルスの名を借りて屍兵と戦う日々を過ごしていた。「覚醒の儀」を行ったが宝玉が全て集まらずに不完全な儀式しか行えず、神竜ナーガに過去への時間遡行しかないことを告げられた。
しかし、「覚醒の儀」を行ったことに勘付いたギムレー率いる屍兵の襲撃に遭い、城に侵入してきた屍兵と戦っていたがギムレーの襲撃になすすべはなくイーリスは壊滅し、生き残ったのはルキナを含めた仲間たちだけだった。燃え上がるイーリスから仲間たちと共に逃げ延びた彼女は、世界が滅びるのを憂いた神竜ナーガの導きにより、邪竜ギムレーの復活を阻止せんと仲間（子世代組）と過去（本篇の時間軸）へと移動するも、仲間とはぐれてしまう。歴史に必要以上に介入するつもりはなかったため、ジェロームからもらった仮面を装着して男性を装っていたが、エメリナ襲撃へ介入した際、予想外に出現した敵に割られ性別が露見した。中盤で敵襲を受けたクロムを「お父様」と思わず呼んでしまったことで、自らの正体と目的を明かし、以後はクロムらに同行する。
この世にひとつしか存在しないはずの「封剣ファルシオン」と瓜二つの剣「裏剣ファルシオン」を携えているが、これはクロムのものと本来同一のものであり、絶望の未来の時間軸におけるクロムの形見である。剣技は父親から教わった。彼女が過去に来た真の目的は、父を裏切り殺害したという腹心の仲間が誰なのか特定し、再び同じ歴史が繰り返されることを阻止することであり、クロムと強い信頼関係を持ち、ファウダーに操られたマイユニットを見て犯人と確信、殺害しようとするも、クロムに止められ思いとどまった（マイユニットが母親もしくは夫である場合は、直前で自ら踏みとどまる）。未来では宝玉が4つしか集まらず（ペレジアに伝わっていた「黒炎」がどうしても見つからなかった）、不完全な覚醒の儀しか受けられなかったため「神剣ファルシオン」を持つ正式な聖王になるには至っていない。
子世代で唯一必ず加入するキャラクターで、母親次第でアズール、シンシア、デジェル、ブレディ、マークなどの姉にもなる。
一人称は「私」だが、マルスを名乗っている時は「僕」。両親のことは「お父様、お母様」、親類のエメリナやリズのことは「おばさん（伯母、叔母）」ではなく「さん」付けで呼んでいる。
優しく正義感にあふれた親思いの娘だが、強い使命感に駆られているため他人に弱みを見せない。服選びのセンスがおかしく、虫が嫌い。また、クロムに似て訓練中に壁をよく壊す。
夢は「命を失ってでも絶望の未来を救う」こと。平時は未来とは全く違う澄んだ色をした綺麗な空を眺めに行っている。
マイユニットが男で結婚した場合は子供に娘のマーク女を授かる。
有料DLCの「絶望の未来」ではイーリス城で屍兵と戦い続けながら、宝玉と台座を取り戻しにペレジアに向かった仲間たちを待ち続けている。神竜ナーガとなったチキと共に覚醒の儀を行いギムレーを倒すことに成功した後は、平和になった世界で父クロムの跡を継いで聖王に就任し、在りし日のクロムのように自警団として時々城を抜け出して活動していった。同「絆の秘湯」ではセレナと共に浴衣姿を披露している。
ロード系ではあるが倒されてもゲームオーバーにはならず、クラシックモードでは子世代で離脱扱い（倒されても死亡しない）になるのはルキナのみとなっている。
ドラマCDシリーズにも出演しており「不撓不屈のペレジア・ストーム」ではマルスの姿で、クロム達の逃走を援護すべくペレジア軍への単身での陽動を申し出、一方的に味方してきたヘンリーと共闘する。「追憶のフューチャー・レクイエム」ではルキナの姿で、仲間たちに自分は過去に行く決意を告げ、みんなもどうするか考えてほしいと告げた。その後ギムレーの襲撃に遭い城に侵入した屍兵と戦っていたが、ギムレーに追い詰められ寸でのところでジェロームに救出された。ファルシオンで辛うじてギムレーを退けることができたが、既に仲間たち以外に生き残りはおらず、イーリスは陥落したことを宣言し脱出し、改めて過去に行く決意を告げた。
公式人気投票では、女性キャラ1位となった。
『Wii U版モンスターハンター フロンティアG』とのコラボでルキナの姿を模した片手剣の「裏剣ファルシオンI」、防具の「英雄王シリーズ」が再現されている。
『大乱闘スマッシュブラザーズ　for Nintendo 3DS / Wii U』には、一定条件をみたすことで参戦する隠しファイターとして登場している。
ウード (Eudes)
声：高橋英則
【世代：子 / 初期兵種：剣士 / 軍の中で一番：よく血が騒ぐ / 誕生日：7月15日 / 髪色：リズと同じ / 称号：力を封印せし者】
未来から来たリズの息子。日本国外版名はOwain。
時間転移後、伝説の剣とされるミストルティンを手に入れるべくヴァルム港の直下に位置する大陸最南東の賢者の里に訪れていた際、アサシンのゲッコー率いるならず者集団に襲われていた村娘を助け、「選ばれし希望の戦士」を名乗って孤軍奮闘していたところをクロム達に誘われる（戦闘後に入手できたミストルティンは、正しくは盗賊避けに作られたダミー（偽物）の "ミステルトィン" であることは知らないでいる）。
一人称は「俺」。両親のことは「母さん、父さん」と呼ぶ。また、エメリナとクロムの甥にあたり、ルキナの従弟でもあるほか、親次第でアズール、シンシア、デジェル、ブレディ、マーク男の従兄弟にもなる。
目立ちたがりの恰好つけたがり屋（俗に言う中二病）であり、「眠っていた英雄の血が暴走する…！」「くらえ！必殺…聖魔剣・ホーリーデビルソード！」など妄想じみた自己表現や極端に大袈裟すぎるヒロイックなネーミングを好むが、親世代からは「何を言っているのか分からない」と言われ、子世代からは「子供っぽいからやめろ」などと言われている（ただし母親であるリズの前や、空気を読んだり冗談が通じないと感じた時は自重する）。
シンシアとはヒーロー好き同士でよくヒーロー談を交わしているが、ウードはどちらかというとダークヒーロー傾向であり、正統派ヒーローを好むシンシアとはあまり話が噛みあわない。デジェルには完全に馬鹿扱いされていた。
リズには無かった聖痕を腕に宿している。普段は周囲を振り回すものの本質的には面倒見がよく親思いで、母親のリズには全く頭が上がらない。ウードの父は屍兵との戦いでウードを庇って死亡したため、現代の両親を今度こそ守りたいと思っている。宝物は母親が最期に持っていた杖の欠片で「リズ」と名付けているが、父親が武器に「リズ ラブ」と彫っていたことには「うわー…」と引いていた。ルキナとは違い誰に教わったのかは不明だがイーリス王家の剣技を使うも、若干我流が混ざっている。
武器や防具の手入れが得意で、古の時代から現代に至るファルシオンの状態変化について解説した際は、ナーガの牙である刀身は劣化しないものの、人の手によってつくられた柄などの部分は劣化し、その都度その時代ごとに補修されてきたと分析した。
夢は「後世に語り継がれる伝説の戦士になる」こと。
有料DLCの「絶望の未来」ではアズール、ブレディ、シャンブレーと共に宝玉を取り戻し帰還する際、マークの率いる屍兵に追われ、宝玉を他の仲間に託し一人で食い止めようとする。ギムレーが倒された平和な世界ではデジェルと共に自警団で新兵の指南役や入団希望の受付係になり、自身の言動を新兵達から絶賛されていた（しかしデジェル曰く「単に珍しいだけ」らしい）。同「絆の秘湯」ではアズールと共に浴衣姿を披露している。
ドラマCD「追憶のフューチャー・レクイエム」では過去への時間遡行に賛成しており、ギムレーがイーリスを襲撃した際には、崩れた診療所から生存者を捜していた。プレディによればウードの創造ヒーロー話は子供たちにウケていたらしい。
公式人気投票では、男性キャラ2位となった。
アズール (Azur)
声：木島隆一
【世代：子 / 初期兵種：傭兵 / 軍の中で一番：夜中に出歩いている / 誕生日：8月7日 / 髪色：灰色 / 称号：花咲く笑顔】
未来から来たオリヴィエの息子。日本国外版名はInigo。
時間転移後、ヴァルム大陸最北東にある山村を襲っていたアサシンのジャミル率いるならず者集団の一人を斬り伏せて村娘を守り、5人ほど倒してその “可愛いお姉さん” をデートに誘う口説き文句とするためアジトの砦に単身で討ち入っていたところをクロム達に誘われる。
一人称は「僕」。両親のことは「母さん、父さん」と呼ぶ。クロムが父親だった場合、右目に聖痕を持つ。
母親同様恥ずかしがり屋だったが、オリヴィエから教わった克服法が「異性に声をかける」だったことでナンパ癖がついてしまい、ブレディやジェロームを巻き込んでナンパをするが、逆に彼らの方がモテて落ち込むことも。また声をかけた女性に騙されてしまうこともある。
未来の世界では周囲からの期待を背負っていたため、明るく使命感のないお気楽者を装っているが、本来は落ち込みやすい性格。笑顔や息抜きを大切にしており、その信念を貫く意志はかなり強い。
剣術はオリヴィエから教わった。父親のことは記憶になく、母親から聞いた人物像しか知らなかった模様。未来のオリヴィエはアズールを庇って死んでしまったため、母親の背中にトラウマがある。
夢はダンサーになることだが隠しており、尋ねられると「もっと女の子にモテることかな」と答え、夜中に人気の無い森でこっそり練習している。平時に何をしているか尋ねると、男性だと「内緒。大したことはしてないよ」、女性だと「お茶に付き合ってくれたらお教えしますよ」と返す。
有料DLCの「絶望の未来」ではウード、ブレディ、シャンブレーと共に宝玉を取り戻し帰還する際、マークの率いる屍兵に追われるが我が身を犠牲に仲間を逃そうとするウードを見捨てられず、橋を切り落としウードと共に屍兵を迎え撃つ。ギムレーが倒された平和な世界では祭典などで踊りを披露する活動をしていったが、ミスをするたびに演奏を担当するブレディからは注意されていた。また、女性が笑っていられる世界となったため、ナンパをすることは無くなった。同「絆の秘湯」ではウードと共に浴衣姿を披露している。
ドラマCD「追憶のフューチャー・レクイエム」では過去への時間遡行に賛成しており、ギムレーがイーリスを襲撃した際には街で屍兵と戦っていた。最後まで過去へ行くことを拒んでいたジェロームを、「ひとりでも行かなければ自分も残る」と言い説得した。
公式人気投票では、男性キャラ6位となった。
ブレディ (Bredy / Brady)
声：江川大輔
【世代：子 / 初期兵種：僧侶 / 軍の中で一番：賊に間違われる / 誕生日：2月22日 / 髪色：マリアベルと同じ / 称号：強面の僧侶】
未来から来たマリアベルの息子。時間転移後、ミラの大樹の直上に位置する聖地・ミラの神殿跡近くの村で暮らし世話になっていたが、勇者のザキハ（日本国外版名はXalbador）率いるならず者集団の襲撃に合っていたところを通り掛ったクロム達と出会う（その際はクロムだと「連れていけよ」と言い、マリアベルだと賊扱いされた挙句に「人違いですわ」と言われて無視されるため勝手に仲間入りする）。
一人称は「俺」。両親のことは基本的に「母さん、父さん」と呼ぶが、（特にマリアベルに対して）感情的になると「あんた」「テメー！」などに変わってしまう。
剃り込みの深いリーゼント風のヘアスタイル、設定画でのしゃがむ姿勢、メンチを切っている（ガンをとばしている）かのような表情かつ下から覗き込むような首の向き、イベントシーンなどでの両腕を下衣のポケットに突っ込み杖を脇に抱えての前傾姿勢、「あぁ？」や「んだとコラ！」といった粗暴な言葉遣いなどから強そうに見えるが、それらは全て偏見であり過保護に育てられたことで身体は弱く、運動音痴で戦いの才能はほとんど無い。顔の傷も単にヴァイオリンの演奏中に切れた弦で負ってしまったにすぎないが、息子だと打ち明けた後ですらマリアベルから「きったねぇ賊」と評されてしまった。
非常に涙もろい性格で面倒見もいい。そのギャップゆえか自分の非力さを誰よりも人一倍歯痒く思っており、少しでも戦えるようにと訓練や努力を積み重ねている。
紅茶の知識やティータイムの作法、チェスなどは「貴族かつ上流階級の嗜み」と述べており完璧にこなせる。
夢は「音楽家になる」ことだが、強面の見た目に合わないのと、話した人に必ず笑われてしまうのを気にしている。
有料DLCの「絶望の未来」ではアズール、ウード、シャンブレーと共に宝玉を取り戻し帰還する際、マークの率いる屍兵に追われる。屍兵を食い止めるアズールとウードの意志を無駄に出来ず、シャンブレーと共に宝玉を持ち逃亡する。ギムレーが倒された平和な世界ではアズールと組んで祭典などで曲を披露する活動を始めたが、自分の演奏で泣き出すことがありアズールから注意されていた。
ドラマCD「追憶のフューチャー・レクイエム」ではイーリスの街で診療所を手伝っており、患者を放っていけないという思いから過去への時間遡行を拒否していた。しかしギムレーの襲撃で街も診療所も壊滅し、過去を変えることでこの未来を変えたいという思いから過去へ行くことを決意する。
公式人気投票では、男性キャラ12位となった。
デジェル (Degel)
声：山戸めぐみ
【世代：子 / 初期兵種：アーマーナイト（カラーは桜色×薄紫色） / 軍の中で一番：鎧が好き / 誕生日：9月29日 / 髪色：黒 / 称号：正々堂々の】
未来から来たソワレの娘。日本国外版名はKjelle。
時間転移後、フェリア北の寒冷地に住んでいた村娘の夫に師事して修行していたがソーサラーのカチディス（日本国外版名はCassius）に師を殺されたため、無念を晴らすべく「決闘の砦」にて一騎討ちでの勝負を確約させるも反故にされ、軍勢に囲まれ孤立していたところをクロム達に助けられ仲間になる。
一人称は「私」。両親のことは「母さん、父さん」と呼ぶ。
兵職を決める以前からの鎧好きで、自身曰く「愛している」いくつもの鎧を倉庫に保管しており、初陣で装備したという鎧にすっぽりと入り込むと心が落ち着くという性癖がある（目の当たりにしたウードは思わず「鎧が喋った!?」と叫んだ）。その過剰なまでの固執は絶望の未来において最後まで側で守ってくれたのが両親や仲間ではなく鎧であったことにも起因しており、デジェルにとっての鎧は道具ではなく「命の恩人」と同義となっている。なお、劇中で鎧を脱いだ（厳密には首から肩にかけてのパーツを外した）姿を見ることができるのは、クラスチェンジの外見変化を除いてマイユニット男と結婚する支援会話Sのみだが、脱着自体に抵抗は無いらしく女同士の環境では衣服も含めてはだけている時があり、見兼ねたセレナから化粧の仕方や可愛い仕草の特訓を受ける。
ソワレと同じく女だからと甘く見る男を嫌う傾向があるが、より好戦的かつ協調性が欠けた性格をしており、マーク男など自分よりも武芸で弱いと思っている者は認めず無愛想になり、ルキナなど強いと認めている者には「殿」をつけて呼んだり敬語になるなどの差別的な一面や、本心では少数精鋭が理想で軍隊は所詮烏合の衆と断じて大半の仲間を軽視する両極端さも見られたが、ルキナとの対話を経て和解し自らが教える立場になることで未熟な兵を差別しなくなった。ジェロームに対してはライバル意識を持っている。
ソシアルナイトのソワレとは異なり乗馬が不得意で、未来のソワレに「向いていない」と諭されたことを「才能がない」と誤解して覚えていたため、現代のソワレに「責任をとってよ」と迫り直接の指導を願い出るも、未来のソワレなりの親心だったと判明したことで諦めがつき納得しかけるが、現代のソワレから「私は未来とは違う。上手くなるまで特訓だよ」と逆に迫られる。
また、設定上ではソワレが軍一の料理下手となっているが父親曰くデジェルはもっと酷く、食事当番だった日は全軍が腹痛を起こして「小鹿のような足取り」で行軍する最悪の事態を招いてしまった。その後、ソワレに代わって炊事を覚えたという父親から手解きを受けて良い匂いのするスープを調理できるまでに上達するも、肝心の味は「土」というオチがついた。
夢は「最強の技をもった戦士」で、平時は腕力で勝る男に遅れをとらないように技を磨く訓練をしている。
最終決戦後は武者修行の旅に出たと伝えられる。
マイユニットが男で結婚した場合は子供に娘のマーク女を授かる。
有料DLCの「絶望の未来1」ではシンシア、ノワール、ンンと共に出演しており、ペレジアで宝玉を取り戻すも屍兵に武器を奪われ追い詰められ、そのまま全滅する史実となっているが、ギムレーが倒された平和な世界ではウードと共に自警団で新兵の指南役になる。
ドラマCD「追憶のフューチャー・レクイエム」では志願兵の訓練を担当しており、彼らを放っておけない思いと、過去へ行くことは今の戦いから逃げることになるという思いから過去への時間遡行に反対し、セレナと険悪なムードになってしまった。ギムレー襲撃の際に街で屍兵と戦っていたが、自分に襲い掛かった屍兵が自分が面倒を見ていた志願兵であったことに気付き、深い絶望を抱えながら彼らを倒したが、その戦闘で負傷し戦闘不能になる。その後セレナと和解し、仲間たちを失ってしまったこの未来を変える為に過去へ行くことを決意する。
公式人気投票では、女性キャラ24位となった。
シンシア (Chyntia / Cynthia)
声：山本彩乃
【世代：子 / 初期兵種：ペガサスナイト（カラーは青） / 軍の中で一番：意味不明な寝言を言う / 誕生日：5月14日 / 髪色：スミアと同じ / 称号：英雄志願】
未来から来たスミアの娘。時間転移後、イーリス王子クロムを名乗るトリックスターのリューゲルを本物と信じ込み一味に加わり、ヴァルム大陸の神竜の大地の東に位置する離島の町から略奪行為をした帰路に空中からの偵察を務めていたところ、追ってきたクロム達の方が偽物だと言うリューゲルの逃亡を助けるべく殿を任され対峙したが、ルキナと行動を共にしているという決定打によって自分の方こそが騙されていたと気付き仲間になる。
一人称は「あたし」。両親のことは「母さん、父さん」と呼ぶ。
前向きで明るく勢いのある性格で、ヒーローに憧れており常に演出や口上などを研究しているが、母に似て天然でドジが多く、よく騙されたり失敗している。周りからはヒーローごっこと冷やかされたり、セレナ、ノワール、ンンなどには悪役や引き立て役を無理矢理ないし無自覚で押し付けることもあり、土台扱いされるのを頑として拒否したンンを「理屈ばっかりで子供ね！」と称して逆ギレしたことも。
演出や口上にこだわっているのは、未来では意志のない屍兵と常に戦っていたことから、話の通じる相手には相応の礼儀を示すべきだという彼女の持論によるもの。ヒーロー気質がうけるのか同性には非常にモテるようで街に出るたびに大量のお菓子をもらっている。
元々はおしゃれが好きな女の子らしい少女であったが、母親の死をきっかけに天馬騎士を目指すようになった。しかしクロムを助けた初陣や落ち込んでいた時に活を入れた一件などを英雄譚＝ヒーロー的に拡大解釈しており、「伝説の天馬騎士」と誤解して憧れている。なお、愛用の槍も騎乗しているペガサスも形見であり、一人ぼっちになってしまう娘を想ってスミアが遺していったもの。ただし未来では天馬騎士がほとんど壊滅しているため、戦闘術に関しては小さい頃からの独学。
夢は「誰かのヒーローになる」こと。平時はスミアと同じで仲間の無事を見て回っている。
マイユニットが男で結婚した場合は子供に娘のマーク女を授かる。
有料DLCの「絶望の未来1」ではデジェル、ノワール、ンンと共に出演しており、ペレジアで宝玉を取り戻すも屍兵に形見の槍を奪われ追い詰められ、そのまま全滅する史実となっているが、ギムレーが倒された平和な世界では新・聖天馬騎士団の一員になる。
ドラマCD「追憶のフューチャー・レクイエム」では過去への時間遡行に賛成しており、ギムレー襲撃の際にはノワールをペガサスに乗せてジェロームと共にルキナの救出に向かった。
公式人気投票では、女性キャラ16位となった。
セレナ (Serena)
声：世戸さおり
【世代：子 / 初期兵種：傭兵 / 軍の中で一番：無駄な買い物が多い / 誕生日：1月21日 / 髪色：ティアモと同じ / 称号：秘めた憧憬】
未来から来たティアモの娘。日本国外版名はSevera。
時間転移後、ペレジア北西の屍島直下に位置する離島にある「傭兵団の砦」を根城とする元ヴァルム将軍の賢者ネルソンに形見の指輪を奪われていたため渋々付き従っていたが、似た境遇の村人のホラントを連れ出しての離反を決意していたところをクロム達と出会い共闘する。しかし中立ユニットのままホラントのもとへ独断専行するが、セレナ自身で説得を果たさせると自軍ユニットになり仲間入りする。
一人称は「あたし」。両親のことは「母さん、父さん」と呼ぶ。
天才肌の母とよく比較された結果劣等感が芽生え、生意気でひねくれた性格になってしまったが、内心では父親を含めてとても慕っており素直になれてからは大泣きして甘えた。一方でティアモと違って自分の美貌には自信があり、年頃の少女だけあって可愛い洋服や装飾品にも目がなく、可愛さを武器に物を買わせるというあざとさも持つ。
未来では自分よりも天馬騎士としての任務を優先させる母親によく反発しており、それが母との最後の会話となってしまったことを後悔している。
性格上仲間と衝突しやすく、特に親友関係だった母親側とは逆でシンシアとは対立しあい私闘にまで悪化する。一方で美貌を認めているデジェルや頼ってきてくれるノワールなどには面倒見の良い一面を見せる。
実は苦手だったことをセレナには黙っていたティアモとは違って足が速く、その走りは本気で逃げ出したシャンブレーにも追いつけるほどだったが、軍で一番はノワールである。
夢は「母のような何でも出来る人になる」こと。平時は肌と髪の手入れをしている。
マイユニットが男で結婚した場合は子供に娘のマーク女を授かる。
有料DLCの「絶望の未来」ではジェローム、ロランと共に宝玉と炎の台座を取り戻しにペレジアへ向かい、無事にルキナの待つイーリス城に帰還するも、直後にギムレーの襲撃に遭う。ギムレーが倒された平和な世界ではシンシアに誘われて新・聖天馬騎士団の一員になった。同「絆の秘湯」ではルキナと共に浴衣姿を披露している。
ドラマCD「追憶のフューチャー・レクイエム」では過去への時間遡行に賛成しており、反対派を説得しようとしたが逆にデジェルと険悪な雰囲気になってしまった。ギムレー襲撃の際には街で屍兵と戦っていたが、負傷で戦闘不能になる。その後デジェルと和解し、改めて過去へ行く決意を語った。
公式人気投票では、女性キャラ7位となった。
ジェローム (Jerome / Gerome)
声：新垣樽助
【世代：子 / 初期兵種：ドラゴンナイト / 軍の中で一番：寝つきが悪い / 誕生日：9月1日 / 髪色：セルジュと同じ / 称号：鉄仮面の竜騎士】
未来から来たセルジュの息子。時間転移後、飛竜が絶滅寸前だった未来とは違い同胞が多く生きている現代にて愛竜のミネルヴァを野生の群れに返すべく、シュヴァイン要塞の東に位置するヴァルム大陸一の産地として知られる飛竜の谷に訪れていた際、バーサーカーのモリスティア（日本国外版名はMorristan）率いる密猟者集団に襲われた隣村の住人から助けを求められるも、すでにミネルヴァと別れていたことや運命を変える難しさの痛感から一度は断る。しかし、通り掛ったクロム達から説得されたことで気が変わり、再びミネルヴァの力を借りて戦う決意をし仲間になる。
普段の一人称は「私」で素は「俺」。両親のことは再び失う悲しみを味わいたくないという思いから、情を抱かずに済む良く似た別人と称して「お前」と呼ぶが、無意識の時などは「母さん、父さん」と言っている。ミネルヴァのことは普段は呼び捨てているが、周りに人がいない時は「ミネルヴァちゃん」と呼んでいる。
過去への介入を快く思っておらず、常に仮面を被り単独行動している。その仮面は「顔面の保護と敵に表情を読まれないため」と理由付けしているが、実際は子供心に恰好良いと思って付けたのが切っ掛け。その後は自身の感情を読まれないために付けている。なお、劇中で仮面を外した素顔を見ることができるのはマイユニット女と結婚した場合の支援会話Sのみだが、物語の裏側では素顔を見た者は数名存在する。しかし素顔だと誰だか分からなくなると評された。
セルジュに似て裁縫が得意かつ美意識が仲間のそれとは異なっている。また、生まれて間もない頃にセルジュに絶景高い高いをやられて落下した経験から頭痛持ちの高所恐怖症になり幼少期までミネルヴァに乗れなかったが、シンシアとの特訓で高所恐怖症を克服した過去がある。
馴れ合いを嫌うクールな性格だが本来は非常に仲間思いで、中でもロランとは終始一貫して避けるような態度はなく協力し合っている。ンンからは問答無用で仮面を外されそうになったり竜特有の咆哮を浴びせられたりと訳も分からずに振り回される。
有料DLCの「絶望の未来」ではセレナ、ロランと共に宝玉と炎の台座を取り戻しに向かい、無事にルキナの待つイーリス城に帰還する。イーリス上に乗り込んだギムレーからルキナを守るため、セレナ、ロランと共に身を盾にしてルキナを逃がそうとした。ギムレーが倒された平和な世界では飛竜の保護活動を始めた。なお、この頃には顔を隠す必要が無くなったため仮面を外していたが、ここでも誰もジェロームだと気付かなかった。
ドラマCD「追憶のフューチャー・レクイエム」では過去への時間遡行に反対しており、アズールと言い合いになる。ギムレー襲撃の際にはシンシア、ノワールと共にルキナの救出に向かい、ギムレーの攻撃を受ける寸前のルキナを助け出した。過去へ行くことには最後まで拒否していたが、アズールの説得で渋々同行を認めた。
公式人気投票では、男性キャラ10位となった。
マーク (Marc)
声：細谷佳正、沢城みゆき
【世代：子あるいは孫 / 初期兵種：伴侶側の初期兵種ないし下級職、戦術師など / 軍の中で一番：行動が自由 / 誕生日：5月5日 / 髪色：黒 / 称号：異界より来た子】
未来から来たマイユニットの子。日本国外版名はMorgan。
性別はマイユニットと逆になり、髪色は他の子世代組の法則とは違って母親側（マイユニット女の場合は父親側）と同じになる。支援会話も性別によって内容が変化し、メニュー画面のエクストラ関連の一覧では「マーク男」と「マーク女」の2つのユニット名で記録される。クラスは上述の通りロードなどの場合に固定となる以外の変動制だが、キャラクターデザイン上の衣装は戦術師（男は剣、女は魔道書を持つ）となっている。
劇中で唯一の孫になり得るキャラでもあり、マイユニット男で固有子供のいる女性キャラと結婚しているとルキナ以外の子世代キャラの妹、マイユニット女でクロムと結婚している場合はルキナの弟となる。また、子世代キャラ・配信（外伝）マップキャラ・親と同世代の一部キャラなどと結婚していると共通の一子となる。
フェリア最北西にある「時の遺跡」で迷子になっていたところ、グリフォンナイトの屍兵将が守る「神竜の涙」を求めて訪れたクロム達に保護され仲間になるが、その際にマイユニットが自分の親で凄い軍師だったことは即答したものの、それ以外は記憶喪失であるかの如く分からなくなっており、ルキナ達のことも全く知らず、それでいて同じように未来から時間転移してきたのだろうと説明された際には断言気味に「そんなことあり得ない」と否定しており、似て非なる状況を匂わせているが真相は不明。
性格は極めて明るくて人懐っこい。兄ないし姉によれば、よく喋るところは未来でも同じとのこと。食べ物は干し肉が好きで野菜が嫌い、1日に5回も鼻血を出したことがあるらしい。マーク男は虫も好きで、ウードからはライバル視される。記憶を取り戻す手段として自分の頭を魔道書の角で叩いたりするなど無茶苦茶なこともする。
夢は「親のような軍師になる」こと。平時は途中で寝てしまうことも多いが親を見習って勉強に励んでいる。
有料DLCの「絶望の未来1」ではマーク男（クラスはソーサラー）、「同2」ではマーク女（クラスはドラゴンマスター）のイベント絵をぼかした「???」という名のボスが敵として登場しており、戦わずにマイユニットで隣接すると現ギムレーと見間違えたあとで「優しかった頃の父ないし母」「随分昔の姿」などと言い表し敵意も消え撤退する。その際は初回だと長めの対話が挿入され、それでも現ギムレーを信じて付いていくと言い残していく。
公式人気投票では、男性キャラ15位、女性キャラ9位となった。
シャンブレー (Chambray)
声：遠藤大輔
【世代：子 / 初期兵種：タグエル / 軍の中で一番：声がでかい / 誕生日：3月14日 / 髪色：白 / 称号：怖がりタグエル】
未来から来たベルベットの息子。日本国外版名はYarne。
時間転移後、何はともあれ自分の身の安全を確保するため、「強そうだったから守ってくれそう」という理由でジェネラルのジラル率いる重装団の一員になっていたが、ペレジアの中央砂漠直下に位置する町でパラディンのディン（日本国外版名はDalen）率いる騎兵隊と傭兵戦争が勃発したところをクロム達に誘われる（その際は、クロムだと大物の風格に危険を感じてあっさりと「降伏」し、ベルベットだと「性根を鍛え直してあげる」と叱られる）。
一人称は「俺」。両親のことは「母ちゃん、父ちゃん」と呼ぶ。
タグエルと人間の絆の証である自分の血を誇りとしているが、自分が死ぬことによってタグエルが絶滅してしまうのを恐れているため常にビクビクしており、仲間に誘うべく声を掛けた際は真正面からだったにもかかわらず「うひゃい！」と驚き、戦闘が終了して後ろから話し掛ければ「あひょう！」と叫び、みんなの部屋で顔を合わせただけでも「あひょい！」と怯えるほどの小心者。
ゆえに「寿命が縮みそう」なことを警戒しており、戦闘中に敵前逃亡を図ったり、危険を伴うという理由で訓練すら嫌がるが、いざという時には強い勇気と正義感を発揮する。
母のベルベットから教えてもらった通り語尾に「ピョン」をつけて喋ってみるも、気味が悪いと不評を買ってしまう。父親との支援会話では心変わりや浮気によって自分が誕生しなくなるタイムパラドックスが起こるのを恐れて、仲間の女性との接触を監視するようになる。
マーク（女）には「ウサギさん」と呼ばれている。ンンに対しては自身のコンプレックスが原因で決してわざとではないもの少し素っ気ない態度をとる事があった、しかし彼女が野盗に襲われた時は必死で助けるなど仲間意識はある方で最終的に和解をする。
平時は森の中で「絶滅しないぞ体操」をして身体を鍛えている。
最終決戦後は安住の地を求めて旅立つが、行く先々でもっと危険な目に遭い続けたものの長寿だったと伝えられる。
有料DLCの「絶望の未来」ではアズール、ウード、ブレディと共に宝玉を取り戻し帰還する際、マークの率いる屍兵に追われる。屍兵を食い止めるアズールとウードを置いていくことに反対していたが、ブレディに諭されて共に宝玉を持ち逃亡する。ギムレーが倒された平和な世界では、絶滅危惧種だということが周囲に知れ渡って「タグエルを絶滅させない会」から過保護に扱われてしまい、逃げ回っている。
ドラマCD「追憶のフューチャー・レクイエム」では過去への時間遡行には迷っていた。ギムレーの襲撃の際にはいち早く屍兵の襲撃に気付き、街で戦っていたが、獣石を破壊され戦闘不能となった。
公式人気投票では、男性キャラ25位となった。
ロラン (Laurent)
声：石井真
【世代：子 / 初期兵種：魔道士 / 軍の中で一番：眼鏡が光る / 誕生日：4月25日 / 髪色：ミリエルと同じ / 称号：真理の探究者】
未来から来たミリエルの息子。時間転移後、ルキナ達とは異なり5年前の時代に到着してしまったため、知り合いが誰もいない世界をたった一人で仲間を探しながら孤独に過ごしていたが、3年が経った頃（ヴァルム戦争期）にイーリス城の東に位置する名も無き町のさらに東にある砂漠地帯のオアシスに現れるという幻の村を探索するも見つけられず限界を感じていたところ、その村に眠る財宝の「女神の杖」を狙って現れたウォーリアーのナダベ（日本国外版名はNombry）率いるならず者集団と鉢合わせていたクロム達と出会い仲間になる。
一人称は「僕」。両親のことは「母様、父様」と呼ぶ。ミリエルの形見となった三角帽を常用しているため普段は見えないが、七三分けに近い髪型をしている。
頭脳明晰・品行方正の優等生で、個性的な周囲に振り回されることが多い苦労人。気配り上手なため人知れず揉めごとや悩みを解決していたり、ルキナやデジェルの負傷を見破るなど、仲間を観察して手助けするのが自分の役目だと思っている。
上述の通り時間転移のイレギュラーによって、ルキナの年齢を追い越して他の子世代組より3歳年上になってしまったことから、本来は同世代の子供でありながら親世代の歳に近付いたと自負して「大人として振る舞わなければ」と気負ってしまっていたが、現代の父親からの優しさに触れることで初めて本音をさらけ出して甘えることが出来た。
夢は平時は未来では無かった書物を読み漁っていると同時に自身曰く「珍しいけど役に立たない魔道書」の蒐集が趣味で、喋れば済む短距離しか届かないテレパシーや極小サイズの虹を発生させる魔法などをマイユニットに披露したところ、皆に見せたらきっと喜ばれたり癒されたりすると絶賛された。
有料DLCの「絶望の未来」ではセレナ、ジェロームと共に宝玉と炎の台座を取り戻しに向かい、無事にルキナの待つイーリス城に帰還する。イーリス上に乗り込んだギムレーからルキナを守るため、セレナ、ジェロームと共に身を盾にしてルキナを逃がそうとした。
ドラマCD「追憶のフューチャー・レクイエム」では過去への時間遡行には条件を見比べて検討したいと思っており、過去に行くか行かないかで揉めていた仲間たちを「あなたたちは世界の存亡より、仲間の意志より、自分のくだらない意地が大事なのですか！」と一喝した。ギムレー襲撃の際には街でンンと共に屍兵と戦っていたが、力を使い果たし戦闘不能になる。
公式人気投票では、男性キャラ21位となった。
ノワール (Noir / Noire)
声：吉田聖子
【世代：子 / 初期兵種：アーチャー / 軍の中で一番：逃げ足が速い / 誕生日：10月7日 / 髪色：サーリャと同じ / 称号：二つの心宿す】
未来から来たサーリャの娘。時間転移後、母を探し歩いて辿り着いたフェリア最北東の人さらいの砦でボウナイトのイザサ（日本国外版名はEzra）率いるならず者集団に目をつけられてしまい、逃げ隠れしていたところを通り掛かったクロム達に助けられる。
一人称は基本的には「私」で、両親のことも基本的には「母さん、父さん」と呼ぶ（後述）。
幼い頃から母の呪術の実験台にされてきた体験から、単に話しかけられただけのみならずクラスチェンジの時でも「ひいぃ…!!」と驚くほど臆病に育ち、性格もネガティブ思考になってしまっている。
形見のお守りに触れたりキレたりすると鬼の人格に変貌し、一人称が「我」に変わり、「ふははははは!!」などと笑い尊大な態度をとり、サーリャのことを「お前」と呼び捨てるようになる。なお、仲間入り後に「うふふふふ……」「ふはははは!!」と笑い合う母娘の2人を見たクロムは、「ものすごい妖気だ」と称し恐れていた。
未来のサーリャは夫の仇討ちのための研究に没頭していたため、少しでも母親の役に立とうと行動した結果、母親と同じ動きをする癖がついている。父親は完全な恐妻家だったためサーリャにやられて泣き寝入りしているイメージしか残っていなかったが、現代で本気でサーリャに抵抗し本気で怒りを買い本気で逃げる父親の姿を見て、未来は変えられるのかもと思うようになった。
未来では食料難で不可能だったがお菓子作りの才能があり、現代で人生初のケーキを作った際は、処女作だったにもかかわらずウードから絶賛された。身体つきは非常に華奢だが、バストはかなりのサイズなのが見て取れる。虫が大の苦手。
夢は「心臓に毛が生えてほしい」。入眠障害の不眠症を抱えているらしく、平時は昼寝に時間を割くようにしている。
マイユニットが男で結婚した場合は子供に娘のマーク女を授かる。
有料DLCの「絶望の未来1」ではシンシア、デジェル、ンンと共に出演しており、ペレジアで宝玉を取り戻すも屍兵にお守りを奪われ追い詰められ、そのまま全滅する史実となっているが、ギムレーが倒された平和な世界では彼女の作るお守りが好評になる。
ドラマCD「追憶のフューチャー・レクイエム」では過去への時間遡行には迷っており、仲間たちが過去に行くか行かないかで揉めた際には泣いていた。ギムレー襲撃の際にはシンシアのペガサスに乗ってロングボウで援護し、ルキナの救出に貢献した。
公式人気投票では、女性キャラ12位となった。
ンン (Nn)
声：松嵜麗
【世代：子 / 初期兵種：マムクート（カラーは赤みがかったピンク） / 軍の中で一番：歯並びが良い / 誕生日：3月29日 / 髪色：ノノと同じ / 称号：大人しい子供】
未来から来たノノの娘。日本国外版名はNah。
時間転移後、フェリア南東の平和の町から見える海上に浮かぶ離島にある「死霊の館」を訪れていたが、彷徨うソーサラーの屍兵将に驚いて逃げ回っている内に牢屋から出られなくなってしまう。本当は心細かったが怖くないと必死に自分に言い聞かせていたところ、館に子供が入っていくのを見ていたクロム達が心配して駆けつけたことで保護された。
一人称は「私」。両親のことは「お母さん、お父さん」と呼ぶ。
口癖として、「お願いするです」のように語尾に付けたり、「はい」の代わりで「です」と返事をしたり、困ったりした際に「ですぅ〜」とぼやくなど、何にでも「です」を使って喋る。また、初対面で誰もが「ん…？」と聞き返し、名付けた（厳密には未来で名付ける）張本人のノノですら「呼びにくい」とぼやく変な名前を気にしている。
人間とマムクートのハーフで、ノノとは違い他の子世代組と同じ年齢の正真正銘の少女。しかし物心ついた頃には両親はおらず、父親の軍の人間に引き取られた。当初、人でない彼女は歓迎されなかったため、人の顔色を窺う術を覚えた結果、母親と違い真面目で大人びた性格になった。育った家でマムクートとしての力を頼りにされ、同時に居場所を手に入れたことから強さに関して並々ならぬ執着を持っている。セレナと同様、自分をお子様扱いするシンシアとは仲が悪い模様である。
まだ若いためマムクートとしての力を上手く使い切れていないが、混血種でありながらも能力自体は純血種とほぼ変わらず、ナーガの声を聴くこともできるが、竜化した時の口が小さく、時々誰もいない森などで大暴れしたい衝動に駆られるといった差がある。
現代の父親に（外見や性格は）幼いノノを妻に選んだことについて疑問を投げかけたり、思いやりから仲間を観察をしているロランを変質者扱いするなど毒のある一面も持つ。ジェロームとは一緒に遊んでほしい一心から、避けたり断ったり出来ないよう「支離滅裂な言動で通し、とにかく懐に猪突猛進する」という一計を講じて戯れた（その真意が分かるまでジェロームは本気で戸惑い逃げ回っていた）。シャンブレーとは彼のコンプレックスが原因で気まずい関係ではあったが、自身が野盗に襲われた時は彼に助けられそれがきっかけで和解をする。雑草や木の根でも飢えをしのいでいた未来での過酷な食生活を聞き知ったマイユニットから手料理をふるまわれた際は、これまでに食したどんなものよりも美味しいですと感激した。
夢は「人間と共存していけるマムクートであり続ける」こと。平時は人間観察をして過ごしている。
マイユニットが男で結婚した場合は子供に娘のマーク女を授かり、深夜・未明帯にみんなの部屋を訪れると「夜は二人の時間です」と言う。
有料DLCの「絶望の未来1」ではシンシア、デジェル、ノワールと共に出演しており、ペレジアで宝玉を取り戻すも屍兵に竜石を奪われ追い詰められ、そのまま全滅する史実となっているが、ギムレーが倒された平和な世界では新たなナーガとなり、人の世にいられなくなってしまったチキに代わって神竜の巫女としても人々に崇められるが、シャンブレーと同じく逃げ回っている。
ドラマCD「追憶のフューチャー・レクイエム」では過去への時間遡行には迷っており、ルキナに考える時間が欲しいと告げた。ギムレー襲撃の際にはロランと共に屍兵と戦っていたが、力を使いすぎてしまい戦闘不能になった。
公式人気投票では、女性キャラ19位となった。

### 配信リーダー
ニーナ、シーダ、リンダ、マリク、チキ、ミネルバ、オグマ、ナバール、ガーネフ、マルス王子
『暗黒竜と光の剣』からのゲスト。
クレア、ボーイ、マイセン、バルボ、リュート、クレーベ、ノーマ、ディーン、セリカ、アルム
『外伝』からのゲスト。
ノルン、カチュア、マリス、アテナ、ホルス、エッツェル、ローロー、カタリナ、ハーディン、マルス王
『紋章の謎』からのゲスト。
ディアドラ、アーダン、ジャムカ、ラケシス、エスリン、キュアン、アイラ、レヴィン、アルヴィス、シグルド
『聖戦の系譜』からのゲスト（親世代）。
フィー、アーサー、スカサハ、ラクチェ、アルテナ、セティ、ユリア、アレス、ユリウス、セリス
『聖戦の系譜』からのゲスト（子世代）。
ナンナ、ダグダ、セイラム、オルエン、エーヴェル、フィン、サイアス、マリータ、レイドリック、リーフ
『トラキア776』からのゲスト。
ウォルト、シャニー、ルゥ、レイ、ソフィーヤ、セシリア、パーシバル、リリーナ、ゼフィール、ロイ
『封印の剣』からのゲスト。
フロリーナ、ニノ、セーラ、マシュー、カレル、ジャファル、リン、ヘクトル、ネルガル、エリウッド
『烈火の剣』からのゲスト。
エイリーク、アメリア、モルダ、ルーテ、マリカ、ヒーニアス、ラーチェル、ゼト、リオン、エフラム
『聖魔の光石』からのゲスト。
ミスト、セネリオ、ワユ、ツイハーク、ティアマト、エリンシア、ジョフレ、ルキノ、アシュナード、アイク
『蒼炎の軌跡』からのゲスト。
エディ、レオナルド、チャップ、ネフェニー、サナキ、シグルーン、サザ、漆黒の騎士、セフェラン、ミカヤ
『暁の女神』からのゲスト。
カミュ、トラバント、イシュタル、ナーシェン、ロイド、ライナス、ウルスラ、セライナ、プラハ、オリヴァー
その他のゲスト。各作品の敵キャラクターで構成されている（上記の各作品グループの中にも敵キャラクターは含まれている）。

### 魔符
パオラ、エスト、エルトシャンの3名を除いたキャラは配信リーダーからでも仲間にできるが、習得しているスキルや初期レベル・兵種が異なっている者が多い。
占い爺
クロム達の世界とは異なる場所である「異界」に住まう老人。古の人物を呼び出せる「魔符」の持ち主。
女好きの性格が祟ってインバースに魔符を奪われてしまい、魔符の人物同士が異界の各地で争うようになった。
偶然異界に迷い込んだクロムに魔符を取り戻すことを頼んだ。かなり調子の良い性格な上に失態が多く、クロムからは半ば呆れられている。
かつてはクロムと同じ世界に住んでいたらしい。
英雄王マルス（異界のマルス）
「英霊の魔符1」クリアで仲間にできるキャラクター。イラスト担当は北千里。
全種類のファルシオンを装備することができる。
「英霊の魔符1」以降の配信シナリオにも登場、『新・暗黒竜』のイラストを使用したものは「マルス王子」、『新・紋章の謎』のイラストを使用したものは「マルス王」と別ユニット扱いになっている。クラスは共通してスターロード。
若き獅子ロイ（異界のロイ）
「英霊の魔符2」から登場、同シナリオのクリアで仲間にできるキャラクター。
クラスは「英霊の魔符2」などは傭兵、「紅対蒼 封印編」などは勇者。イラスト担当は藤坂公彦。
暁の巫女ミカヤ（異界のミカヤ）
「英霊の魔符1」から登場、「英霊の魔符3」クリアで仲間にできるキャラクター。
クラスは「英霊の魔符1」は魔道士、「英霊の魔符3」はダークマージ、「紅対蒼 封印編」などは賢者。イラスト担当はワダアルコ。
賢王リーフ（異界のリーフ）
「英霊の魔符2」から登場、「王対王 紋章編」クリアで仲間にできるキャラクター。
クラスは「英霊の魔符2」などは盗賊、「王対王 紋章編」などはトリックスター。イラスト担当はワダサチコ。
聖王アルム（異界のアルム）
「英霊の魔符1」から登場、「王対王 聖戦編」クリアで仲間にできるキャラクター。
クラスは「英霊の魔符1」などは傭兵、「王対王 聖戦編」は魔戦士、「光対闇 光編」などは勇者。イラスト担当はHACCAN。
光の公子セリス（異界のセリス）
「英霊の魔符2」から登場、「王対王 決戦編」クリアで仲間にできるキャラクター。
クラスは「英霊の魔符2」などは剣士、「王対王 紋章編」などはソードマスター。イラスト担当は鈴木理華。
清真女王エリンシア（異界のエリンシア）
「英霊の魔符1」から登場、「紅対蒼 封印編」クリアで仲間にできるキャラクター。
クラスは「英霊の魔符1」などはペガサスナイト、「紅対蒼 封印編」などはファルコンナイト。イラスト担当は四季童子。
優王女エイリーク（異界のエイリーク）
「英霊の魔符1」から登場、「紅対蒼 蒼炎編」クリアで仲間にできるキャラクター。
クラスは「英霊の魔符1」などは剣士、「紅対蒼 蒼炎編」は花嫁、「光対闇 闇編」などはソードマスター。イラスト担当はDaisuke Izuka。
草原の公女リン（異界のリン）
「英霊の魔符1」から登場、「紅対蒼 決戦編」クリアで仲間にできるキャラクター。
クラスは「英霊の魔符1」などは剣士、「紅対蒼 蒼炎編」などはソードマスター。イラスト担当は三輪士郎。
碧空の勇王エフラム（異界のエフラム）
「英霊の魔符2」から登場、「光対闇 光編」クリアで仲間にできるキャラクター。
クラスは「英霊の魔符2」などはソルジャー、「光対闇 光編」などはグレートナイト。イラスト担当は山田孝太郎。
聖女セリカ（異界のセリカ）
「英霊の魔符1」から登場、「光対闇 闇編」クリアで仲間にできるキャラクター。
クラスは「英霊の魔符1」などは魔道士、「王対王 聖戦編」などは賢者。イラスト担当は齋藤将嗣。
蒼炎の勇者アイク（異界のアイク）
「英霊の魔符1」から登場、「光対闇 決戦編」クリアで仲間にできるキャラクター。
「英霊の魔符3」では占い爺の持つ魔符の中でも最強とされている。
クラスは「英霊の魔符1」などは傭兵、「紅対蒼 封印編」などは勇者。イラスト担当は金田榮路。
白騎の末妹エスト（異界のエスト）
「生と死の境に」完全勝利クリアで仲間にできるキャラクター。
クラスはペガサスナイト。イラスト担当は西村キヌ。
白騎の次姉カチュア（異界のカチュア）
「王対王 紋章編」から登場、「五人のアンナ」完全勝利クリアで仲間にできるキャラクター。
クラスは「王対王 紋章編」などはペガサスナイト、「五人のアンナ」クリア時はダークペガサス。イラスト担当は日野慎之助。
白騎の長姉パオラ（異界のパオラ）
「迷宮の追跡戦」完全勝利クリアで仲間にできるキャラクター。
クラスはファルコンナイト。イラスト担当は誉（株式会社アルファ・システム）。
迷える軍師カタリナ（異界のカタリナ）
「王対王 紋章編」から登場、「最も強き者の名」表ルート完全勝利クリアで仲間にできるキャラクター。
クラスは「王対王 紋章編」などは魔道士、「光対闇 光編」などは賢者、「最も強き者の名」クリア時は神軍師。イラスト担当は本編のキャラクターデザインも担当したコザキユースケ。
獅子王エルトシャン
「光対闇 光編」から登場、「無限の神器」クリアで仲間にできるキャラクター。
クラスはパラディン。他のDLCキャラとは違い、原作のイラストで仲間になる。

## クラスとスキル

### クラス
当作のクラスチェンジは従来と同じように、下級職レベル10以上で「マスタープルフ」を使うことで、同系統の上級職へクラスチェンジすることができる。
しかしそれとは別に、「チェンジプルフ」というアイテムを使うことで、異なる系統の兵種になることもできる。下級職→下級職・上級職→上級職のみならず、上級職→下級職へクラスチェンジすることまでも可能。チェンジプルフでなれる他系統の兵種はユニットによって決められており、それぞれ異なる。
チェンジプルフでのクラスチェンジ後はレベルが1に戻るため、繰り返せば好きなだけユニットを成長させることができる。使用前の兵種でレベルを最大まで上げてからチェンジプルフを使用した場合、もう一度同じ兵種をやり直すことも可能。
ただし内部で累計レベルが記録されており、難易度ごとに一定レベルに達すると経験値が入りづらくなる。また、当作では兵種ごとに使用できる武器の系統は3種類まで。

#### 下級職の種類
ロード
クロム・ルキナ専用の下級職。剣を振るって戦う王族。ファルシオン系やレイピア系といった、特殊な剣が使用できる。
戦術師
基本的にマイユニット専用の下級職。クロム自警団の軍師。剣と魔法の両方を使うことができる。
蛮族
斧を使い力と速さに優れるが、守備は弱い。男性専用職。
「村を襲い、強奪する荒くれもの」である敵ユニットのみ、村を破壊する能力を持つ。
戦士
斧を振るって戦う荒くれもの。力が強く、強力な一撃を放つ。男性専用職。
傭兵
剣を使って戦う戦闘のプロ。技を中心に、全体として優れた能力を持つ。
アーチャー
弓を使って戦う兵士。少し離れた敵を攻撃できる。ロングボウ系といった、弓が使用できる。
特に飛行ユニットであるペガサスナイト・ドラゴンナイトなどに大ダメージを与えることができる。
剣士
剣の扱いに長けた武人。技と素早さに優れ、攻撃を当てやすく避けやすい反面、守備、力に劣る。
盗賊
盗みをして生きる裏社会の住人。力などの戦闘力は弱いが、速さには長け鍵開けが得意。剣を使う。
アーマーナイト
固い鎧に守られた重騎士。槍を専門に扱う。速さ・移動力などは低いが、守備が非常に高く、防御の要となるクラス。
ただし、魔防が極端に低いため魔法攻撃には無力。
ソシアルナイト
馬を操り、剣と槍で戦う騎士。能力のバランスが全体的にあり、移動力が良い。
ペガサスナイト
天馬に乗り空を駆ける騎士。槍を専門に扱う。魔法への耐性が比較的高いが、弓によるダメージが大幅に増大してしまう。女性専用職。
ドラゴンナイト
飛竜に乗って戦う騎士。斧を専門に扱う。高い能力を誇るが、弓と魔法が大きな弱点。
魔道士
魔法を使って戦う。守備の高い敵に対しても安定したダメージを与えられるが、打たれ弱い。砂地での移動力に優れる。
ダークマージ
異端の魔道使い。魔法使いにしては守備が高く、打たれ強い。通常の魔法に加え、ダークマージ系専用の闇魔法が使える。
僧侶/シスター
杖を使って味方を回復する聖職者。攻撃手段は持たない。性別によってクラス名が異なる。
トルバドール
馬に乗り、杖を使って味方を回復する女性専用職。攻撃はできない。

#### 上級職の種類
マスターロード
ロードの上級職。軍を率いる王族。剣に加え、槍も使えるようになる。スキルは「天空」と「王の器」。
神軍師
戦術師の上級職。天才的軍師。全パラメータが高い万能タイプで、剣と魔法の両方が使える。スキルは「華炎」と「七色の叫び」。
ソードマスター
剣士の上級職。剣の道を極めた達人で、非常に高い技と速さを誇る。スキルは「流星」「剣の達人」。
アサシン
剣士および盗賊の上級職。影の世界で生きる暗殺者。技、速さに優れ、剣に加え弓を扱うようになる他、「滅殺」「すり抜け」スキルを持つ。
トリックスター
盗賊の上級職。華やかで神出鬼没な怪盗。剣と杖を扱い、「ラッキー7」「軽業」スキルを持つ。
バーサーカー
蛮族の上級職。斧の扱いを極めており、一撃の威力が驚異的。スキルは「怒り」「斧の達人」。
ウォーリアー
蛮族および戦士の上級職。比類なき力強さを誇る戦士。斧と弓を扱う。スキルは「力の叫び」と「カウンター」。
勇者
戦士および傭兵の上級職。優れた技を持つ戦闘の達人で、能力が高い。剣と斧を扱う。スキル「太陽」「斧殺し」を持つ。
ボウナイト
傭兵およびアーチャーの上級職。馬に乗って弓を放つ騎士で、弓に加え剣を扱うことができる。「技の叫び」と「弓殺し」スキルを持つ。
アーチャー系専用のロングボウ系は使えなくなる。
スナイパー
アーチャーの上級職。扱いを極めた弓の達人。技に加えてスキルによる命中率増加もあり、攻撃を命中させやすい。
ジェネラル
アーマーナイトの上級職。圧倒的な守備・攻撃力の重騎士。槍と斧を扱う。
スキルも守備に寄っており、味方の守備力を上げるスキルと、魔法以外の武器攻撃のダメージを半減させるスキルを持つ。
グレートナイト
アーマーナイトおよびソシアルナイトの上級職。厚い鎧で身を固めた騎士。
剣・槍・斧の3つを使いこなし相手を圧倒できる強力なクラスだが、一方で弱点とする武器も多い。
スキルは「月光」「デュアルガード+」。
パラディン
ソシアルナイトの上級職。経験を積んだ威厳ある騎士。扱う武器は剣と槍から変わらないが、移動力や魔防が底上げされており扱いやすい。
「守り手」「聖盾」スキルを習得できる。
ファルコンナイト
ペガサスナイトの上級職。ファルコンを自在に操る騎士。槍と杖を扱い、スキル「速さの叫び」「槍の達人」を覚えられる。
ダークペガサス
ペガサスナイトの上級職。黒いペガサスを駆って戦う騎士。槍の他に魔法も扱える。
Lv15で習得できるスキル「疾風迅雷」は「自分から攻撃して敵を倒すと、1ターンに1度だけ再行動できる」強力な効果を持つ。
ドラゴンマスター
ドラゴンナイトの上級職。飛竜に乗って戦う騎士。斧と槍を扱い、魔防の低さは変わらないが、高い能力を誇る。
グリフォンナイト
ドラゴンナイトの上級職。幻獣グリフォンに乗り、斧を専門に扱う騎士。飛行ユニットでは能力のバランスが良い。
ソーサラー
ダークマージの上級職。すさまじい魔力を持ち合わせており、ダークマージ系専用の闇魔法も引き続き使用できる。
「復讐」「魔殺し」スキルを持つ。
ダークナイト
魔道士およびダークマージの上級職。黒い馬に乗った魔法騎士。魔法に加え、剣も使える。
ダークマージ系専用の闇魔法は使えなくなる。
賢者
魔道士および僧侶/シスターの上級職。強大な魔力を持つ魔法使い。魔法と杖を扱う。
バトルモンク/バトルシスター
僧侶/シスターおよびトルバドールの上級職。杖に加え、斧を扱う聖職者。僧侶（＝男性）からのみバトルモンク、他（女性）はバトルシスターになる。
トルバドールからクラスチェンジすると移動力が下がってしまう。
ヴァルキュリア
トルバドールの上級職。馬に乗り、戦場を駆ける乙女。杖に加え魔法も扱えるようになる。

#### その他のクラス
マムクート
「竜石」を用いて竜に変身する伝説の種族。強大な力を持つが、変身前は非力。
クラス固有で、他の職になっても竜としての属性を持つため、特定の武器に対し大ダメージを受けてしまう。
タグエル
「獣石」という物を使いウサギに似た獣に変身して戦う戦士。高い戦闘能力を誇るが、変身前は非力。
他の職になっても獣としての属性を持つため、特定の攻撃に対し大ダメージを受けてしまう。
踊り子
美しい踊りで仲間を再行動させることができる。また、自身も剣を振るって戦うことができる。
村人
一般の村人。槍を使う。能力は低いが、成長率が高くなるスキル「良成長」を持つため大器晩成型である。
商人
各地を旅する商人。行商人として登場するアンナの専用クラスであり、遭遇戦で助けるとアイテムをもらえる。
「最も強き者の名」では圧倒的なステータスと強力なスキル、シビアなルールで裏の五連戦最終戦の最強の相手として立ちふさがる。
スターロード
幾度も世界を救った英雄王の称号で、配信で登場するマルスの専用クラス。使用可能武器はロードに準じる。
魔戦士
魔法防御に優れた謎の戦士。剣・斧・魔法を使いこなす。
「王対王 聖戦編」のクリア報酬の魔戦士の巻物でクラスチェンジできる男専用クラス。
花嫁
幸運の女神に祝福された女性。槍・弓・杖を使いこなす。
「紅対蒼 蒼炎編」のクリア報酬の花嫁のブーケでクラスチェンジできる女専用クラス。
オーバーロード
剣・斧・槍を扱い騎馬に跨る。ヴァルハルト専用クラス。
ソルジャー
槍を使って戦う一般兵士。敵専用クラス。
ゾンビ
爪を使って襲い来る最下級の屍兵。敵専用クラス。
他の屍兵と異なり肉体の造形すらままなっていないため、力はあるが全体的に能力は低め。
マミー
貴族の屍兵。ゾンビの上級職。敵専用クラス。
ゾンビや他の一般敵ユニットと異なり、高い幸運値を持ち、倒すと沢山の経験値が得られるという特徴がある。
ギムレー
邪竜ギムレー専用クラスの扱い。

### スキル
当作ではスキルはレベルアップあるいはクラスチェンジによって習得し、クラスごとに異なるスキルを覚える。すべてクラスに依存しており、ユニットごとの固有のスキルといったものは存在しない。
一度覚えたスキルはクラスを変えても失われず、習得したスキルは最大5つまで自由に装備することができる。そこから1つのみ子供に受け継がせることができるが、有料DLCで習得したスキルに関しては、子供への継承はできない。

#### スキルの種類（下級職）
戦知識
戦術師Lv1 ダブルの状態で、経験値を1.5倍もらえる
方陣
戦術師Lv10 隣接している全味方の必殺・必殺回避+10
デュアルアタック+
ロードLv1 デュアルアタック発生率+10％
カリスマ
ロードLv10 周囲3マス以内にいる全味方の命中・回避+5
守備+2
アーマーナイトLv1 ユニットの守備+2
屋内戦闘
アーマーナイトLv10 屋内にいる時、命中・回避+10
練磨
ソシアルナイトLv1 武器経験値が2倍貰える
屋外戦闘
ソシアルナイトLv10 屋外にいる時、命中・回避+10
技+2
アーチャーLv1 ユニットの技+2
先の先
アーチャーLv10 自分から攻撃を仕掛けた時、命中・回避+15
回避+10
剣士Lv1 ユニットの回避+10
待ち伏せ
剣士Lv10 HPが半分以下の時、敵から攻撃を受けても先制攻撃できる
最大HP+5
戦士Lv1 ユニットの最大HP+5
熱い心
戦士Lv10 必殺+5
武器節約
傭兵Lv1 幸運×2％の確率で武器耐久数を減らさずに攻撃する
後の先
傭兵Lv10 敵から攻撃された時、命中・回避+10
魔力+2
魔道士Lv1 ユニットの魔力+2
集中
魔道士Lv10 周囲3マス以内に味方がいない時、必殺+10
呪い
ダークマージLv1 隣接する全敵の回避-15
赤の呪い
ダークマージLv10 周囲3マス以内にいる全敵の回避・必殺回避=10
鍵開け
盗賊Lv1 鍵なしで扉や宝箱を開けられる
移動+1
盗賊Lv10 ユニットの移動+1
強奪
蛮族Lv1 自分から攻撃して倒すと、金塊（小）入手。幸運％の確率で発動
一発屋
蛮族Lv10 命中-5・必殺+10
祈り
シスターLv1/僧侶Lv1 HP1以外の時、死亡する攻撃を受けてもHPが1残る。幸運％の確率で発動
いやしの心
シスターLv10/僧侶Lv10 杖で味方を回復する時、回復量に+5
魔防+2
トルバドールLv1 ユニットの魔防+2
深窓の令嬢
トルバドールLv10 周囲3マス以内の男性味方ユニットの回避・必殺回避+10
速さ+2
ペガサスナイトLv1 ユニットの速さ+2
リフレッシュ
ペガサスナイトLv10 ターン開始時、周囲3マス以内に誰もいない場合HP20％回復
力+2
ドラゴンナイトLv1 ユニットの力+2
疾駆
ドラゴンナイトLv10 周囲3マス以内に味方がいない時、命中・回避+10

#### スキルの種類（上級職）
華炎
神軍師Lv5 技％の確率で発動 魔法なら力、他なら魔力の半分ダメージ追加
七色の叫び
神軍師Lv15 「応援」コマンド選択時、1ターン周囲3マス以内の味方の全能力+4
天空
マスターロードLv5 技÷2％の確率で発動。太陽と月光の2回連続攻撃
王の器
マスターロードLv15 自分のスキル発動率+10％
守備の叫び
ジェネラルLv5 「応援」コマンド選択時、1ターン周囲3マス以内の味方の守備+4
大盾
ジェネラルLv15 技％の確率で発動 敵からの剣・槍・斧・獣石・魔物などの攻撃ダメージ半減
月光
グレートナイトLv5 技％の確率で発動 敵の守備・魔防を半減して攻撃
デュアルガード+
グレートナイトLv15 デュアルガード発生率+10％
守り手
パラディンLv5 ダブルの時、全能力+1
聖盾
パラディンLv15 技％の確率で発動 敵からの弓・魔道書・竜石などの攻撃ダメージ半減
力の叫び
ウォーリアーLv5 「応援」コマンド選択時、1ターン周囲3マス 以内の味方の力+4
カウンター
ウォーリアーLv15 隣接した敵から受けたダメージを相手にも与える。習得者のHPが尽きた場合は発動しない
怒り
バーサーカーLv5 HPが半分以下の時、必殺+20
斧の達人
バーサーカーLv15 斧装備時、力+5（ボルトアクスは魔力+5）
太陽
勇者Lv5 技％の確率で発動 敵へのダメージの半分HP回復
斧殺し
勇者Lv15 敵が斧装備時、命中・回避+50
流星
ソードマスターLv5 ダメージ半分の5回連続攻撃。技÷2％の確率で発動
剣の達人
ソードマスターLv15 剣装備時、力+5
滅殺
アサシンLv5 技÷4％の確率で発動 相手を必ず撃破する
すり抜け
アサシンLv15 敵のいるマスでも通過できる
ラッキー7
トリックスターLv5 7ターン目まで命中・回避+20
軽業
トリックスターLv15 進入できる地形を平地のように移動できる
魔力の叫び
賢者Lv5 「応援」コマンド選択時、1ターン周囲3マス以内の味方の魔力+4
魔の達人
賢者Lv15 魔道書装備時、魔力+5
復讐
ソーサラーLv5 技×2％の確率で発動 自分のHP減少分の半分ダメージ追加
魔殺し
ソーサラーLv15 敵が魔道書装備時、命中・回避+50
スロースタート
ダークナイトLv5 毎ターン命中・回避が1ずつ上昇 15ターン経過以後、効果は切れる
生命吸収
ダークナイトLv15 自分から攻撃して敵を倒すと、HP50％回復
命中+20
スナイパーLv5 ユニットの命中+20
弓の達人
スナイパーLv15 弓装備時、力+5
技の叫び
ボウナイトLv5 「応援」コマンド選択時 1ターン周囲3マス以内の味方の技+4
弓殺し
ボウナイトLv15 敵が弓装備時、命中・回避+50
幸運の叫び
バトルシスターLv5/バトルモンクLv5 「応援」コマンド選択時、1ターン周囲3マス以内の味方の幸運+8
回復
バトルシスターLv15/バトルモンクLv15 ターン開始時HP30％回復
魔防の叫び
ヴァルキュリアLv5 「応援」コマンド選択時、1ターン周囲3マス以内の味方の魔防+4
デュアルサポート+
ヴァルキュリアLv15 デュアルサポートの効果アップ
移動の叫び
ダークペガサスLv5 「応援」コマンド選択時、1ターン周囲3マス以内の味方の移動+1
疾風迅雷
ダークペガサスLv15 自分から攻撃して敵を倒すと、1ターンに1度だけ再行動できる
ホットスタート
ドラゴンマスターLv5 戦闘開始時、命中・回避+15 効果はターンごとに弱まる
剣殺し
ドラゴンマスターLv15 敵が剣装備時、命中・回避+50
運び手
グリフォンナイトLv5 ダブルの状態で、移動+2
槍殺し
グリフォンナイトLv15 敵が槍装備時、命中・回避+50％
速さの叫び
ファルコンナイトLv5 「応援」コマンド選択時、1ターン周囲3マス以内の味方の速さ+4
槍の達人
ファルコンナイトLv15 槍装備時、力+5（しびれる槍は魔力+5）

#### その他のスキル
バイオリズム・奇数
マムクートLv1 奇数ターン中、命中・回避+10
竜特攻
マムクートLv15 マムクートの時、竜系に有効な攻撃を行う
バイオリズム・偶数
タグエルLv1 偶数ターン中、命中・回避+10
獣特攻
タグエルLv15 ダグエルの時、獣馬系に有効な攻撃を行う
幸運+4
踊り子Lv1 ユニットの幸運+4
特別な踊り
踊り子Lv15 再行動させたユニットが、1ターン 力・魔力・守備・魔防+2
良成長
村人Lv1 レベルアップしたとき全成長判定に+20
下剋上
村人Lv15 レベル（上級職は+20）が、自分より敵が高いと命中・回避+15
魔防+10
魔戦士Lv1 ユニットの魔防+10
居合一閃
魔戦士Lv15 自分から攻撃を仕掛けた時、攻撃+10
愛の叫び
花嫁Lv1 「応援」コマンド選択時、1ターン周囲3マス以内の味方の全能力+2・移動+1
絆
花嫁Lv15 ターン開始時、周囲3マスの味方のHP10回復
全能力+2
「英霊の魔符3」のクリア報酬の全能力+2の書を使うと習得 ユニットの全能力+2
エリート
「王対王 決戦編」のクリア報酬のエリートの書を使うと習得 経験値が2倍もらえる
アイオテの盾
「紅対蒼 決戦編」のクリア報酬のアイオテの書を使うと習得 敵から飛行特効を受けなくなる
限界突破
「光対闇 決戦編」のクリア報酬の限界突破の書を使うと習得 ユニットの全能力の限界値+10
暗闇の加護
一部キャラ専用 ダークマージ系専用魔法が使用できる
覇王
一部キャラ専用 敵から獣馬・アーマー特効を受けなくなる

#### 敵専用のスキル
太陽＋
攻撃時に必ず太陽が発動する
月光＋
攻撃時に必ず月光が発動する
待ち伏せ＋
常時、敵から攻撃を受けても先制攻撃できる
大盾＋
100％の確率で発動 敵からの剣・槍・斧・獣石・魔物などの攻撃ダメージ半減
聖盾＋
100％の確率で発動 敵からの弓・魔道書・竜石などの攻撃ダメージ半減
絶対命中
攻撃が絶対に命中する
神の器
自分のスキル発動率+30％
邪竜の鱗
受けるダメージを半分以下にし、滅殺・カウンターのスキルを無効化する

## ダウンロードコンテンツ
ワールドマップの「異界の門」から遊べる、本篇との直接的な関わりやゲームクリアなどに影響の無い追加マップ・シリーズ。当初は「異伝　英霊の魔符1」が無料で配信されていたが、現在では第2シリーズも含めて全て有料となっている。
「いつの間に通信」配信チームのリーダーと同じように、クリアすると過去作のキャラがゲストユニットとして使えるようになる「魔符」が入手できるものもある（キャラ一覧は#魔符を参照のこと）。なお、一部のコンテンツは購入およびプレイに条件が設定されている。
何らかの理由により購入したデータがSDカードから失われた場合でも、購入した本体（または購入履歴を引越しした3DS本体）なら無料で再ダウンロード可能。

その際に各種追加データ（兵種・スキル・アイテム）は『異界の兵種』、『異界のスキル』、『異界のアイテム』と表示され一時的に本来の名前がわからなくなり、追加ユニットも顔が表示されなくなるが各種追加データの提供元となるマップをロードする事で再び正常に表示されるようになる。
2012年9月20日時点で、120万ダウンロードを記録している。

### 第1シリーズ 異界の魔符
エピソード 英霊の魔符
- 「異伝 英霊の魔符1」 2012年4月19日配信
- 「異伝 英霊の魔符2」 2012年4月26日配信
- 「異伝 英霊の魔符3」 2012年5月2日配信

エピソード 王対王
- 「異伝 王対王 紋章編」 2012年4月26日配信
- 「異伝 王対王 聖戦編」 2012年5月2日配信
- 「異伝 王対王 決戦編」 2012年5月24日配信

エピソード 紅対蒼
- 「異伝 紅対蒼 封印編」 2012年5月10日配信
- 「異伝 紅対蒼 蒼炎編」 2012年6月7日配信
- 「異伝 紅対蒼 決戦編」 2012年7月5日配信

エピソード 光対闇
- 「異伝 光対闇 光編」 2012年5月17日配信
- 「異伝 光対闇 闇編」 2012年6月21日配信
- 「異伝 光対闇 決戦編」 2012年7月26日配信

その他
- 「異伝 金と銀」 2012年5月2日配信
- 「異伝 マミーの楽園」  2012年5月17日配信
- 「異伝 無限の神器」 2012年5月24日配信

### 第2シリーズ 神軍師への道
- 「異伝 絆の収穫祭」 2012年8月9日配信
- 「異伝 生と死の境に」 同上
- 「異伝 五人のアンナ」 2012年8月30日配信
- 「異伝 迷宮の追跡戦」 2012年9月13日配信
- 「異伝 絶望の未来1」 2012年10月4日配信
- 「異伝 絶望の未来2」 2012年10月11日配信
- 「異伝 絶望の未来3」 2012年10月18日配信
- 「異伝 絆の夏」 2012年11月1日配信
北米などの日本国外版ではレイティングの違いによって、サーリャの下衣が隠されるなどCGに修正が加えられている。
- 「異伝 絆の秘湯」 2012年11月15日配信
- 「異伝 最も強き者の名」（神軍師への道 完結編） 2012年11月22日配信

## 音楽、書籍
音楽
- 『ファイアーエムブレム 覚醒 ミュージックセレクション』クラブニンテンドー景品

20曲のみ収録。
- 『ファイアーエムブレム 覚醒 ORIGINAL SOUNDTRACK』タブリエ・コミュニケーションズ、2013年3月27日発売

全ボイス集・効果音・オープニングムービー・ピアノ譜も収録。
音楽CDが4枚、データCDが1枚の計5枚構成。
2016年2月24日に「ファイアーエムブレム・ベストコレクションシリーズ」として再発売。
ドラマCD
戦闘シーンでは短めの詠唱のあとで魔法や杖の名称を叫ぶ独自演出が見られる。
- 『ファイアーエムブレム 覚醒 ドラマCD Vol.1 一触即発のイーリス・ロマンス』レッド・エンタテインメント、2013年4月24日発売

全てオリジナルエピソードでゲームでの11章から12章に至る（クロムが結婚を発表し婚礼の儀で国が湧いている頃）時期をドラマ化。
- 『ファイアーエムブレム 覚醒 ドラマCD Vol.2 不撓不屈のペレジア・ストーム』同上、2013年7月24日発売

10章のエピローグ（ムスタファーを倒しオリヴィエと合流したあとからイーリス城帰還まで）にオリジナルエピソードを加えてドラマ化
- 『ファイアーエムブレム 覚醒 ドラマCD Vol.3 絶望の未来編 追憶のフューチャー・レクイエム』同上、2013年11月13日発売
- 『ファイアーエムブレム 覚醒 ドラマCD Vol.4 異界の絆編 捜索のドリーミング・ティアラ』同上、2014年4月23日発売
- 『ファイアーエムブレム エクストラドラマCD 覚醒 ~闇の胎動、消えない希望~』インテリジェントシステムズ、2020年3月18日発売

本編物語の合間に、あったかもしれない、もしもの出来事を描いたドラマ。
書籍
- 『ファイアーエムブレム 覚醒 設定資料集 Knights of Iris』ISBN 404886694X

## 評価

### 業界レビュー
最も高い評価は、国内ではファミ通のクロスレビューにおける36点、日本国外ではIGNにおける9.6点。最も低い評価は、日本国外ではGameSpotとGameTrailersにおける8.5点。
また、ファミ通2013年3月28日号における「特集 読者が選ぶ傑作タイトルトップ50」では16位を獲得した。

### 受賞歴
- ファミ通アワード2012 優秀賞[18]
- The Best 3DS Game of 2013 ノミネート、Best 3DS Strategy Game受賞、Best 3DS Story受賞[19]